# サバイバー・シリーズ
サバイバー・シリーズ（Survivor Series）は、アメリカのプロレス団体WWEが開催するプロレスイベントであり、毎年秋に開催される。週末に開催されるWWEの大規模イベントは「特番」と呼ばれるが、このサバイバー・シリーズはWWEの5大特番の一つに数えられている。2023年のサバイバーシリーズは約16000枚のチケット販売で220万ドルの売り上げがあったと報じられている。
興行は1987年に第一回大会が開かれた。WWE主催の興行の中で、レッスルマニアに次ぐ歴史がありJsports時代は「伝統の一戦」と呼ばれていた。"Survivor"とは英語で「生き残った者」という意味であり、アメリカでは11月末に行われる感謝祭にちなんだ名称である。
本イベントは、ユニット対抗のnoDQ戦の一種であるWargames戦が組まれることが特徴であり、イベント前のロウやスマックダウンではこの試合に向けたストーリーとして、両陣営のメンバー集めに焦点が当てられる。
なお2021年まではWargames戦の代わりに、ユニット対抗の勝ち残り戦（エリミネーション・マッチ、主にベビーフェイス軍団とヒール軍団による試合である）が行われていた。

## 試合結果

### 第1回大会（1987年）WWF Survivor Series 1987
- 開催日 : 11月26日
- 開催場所 : オハイオ州リッチフィールドのリッチフィールドコロシアム
- 観客動員数 : 21,300人
- サバイバー・シリーズ・エリミネーション・マッチ -5 on 5 Survivor Series Elimination Match-

○ランディ・サベージ（w / ミス・エリザベス）&ジェイク・ロバーツ&リッキー・スティムボート&ブルータス・ビーフケーキ&ジム・ドゥガン vs ホンキー・トンク・マン（w / ジミー・ハート）&ハーキュリーズ&ダニー・デービス&ロン・バス&ハーリー・レイス（w / ボビー・ヒーナン）●
| 退場順 | スーパースター                     | 退場させたスーパースター |
| ------ | ---------------------------------- | ------------------------ |
| 1      | ジム・ドゥガン&ハーリー・レイス    | カウントアウト           |
| 2      | ロン・バス                         | ブルータス・ビーフケーキ |
| 3      | ブルータス・ビーフケーキ           | ホンキー・トンク・マン   |
| 4      | ダニー・デイビス                   | ジェイク・ロバーツ       |
| 5      | ハーキュリーズ                     | ランディ・サベージ       |
| 6      | ホンキー・トンク・マン             | カウントアウト           |
| 生存者 | サベージ、ロバーツ、スティムボート |                          |

- サバイバー・シリーズ・エリミネーション・マッチ -5 on 5 Survivor Series Elimination Match-

○ファビュラス・ムーラ&ロッキン・ロビン&ベルベット・マッキンタイヤー&JBエンジェルズ(山崎五紀&立野記代) vs センセーショナル・シェリー&ザ・グラマー・ガールズ(レイラニ・カイ&ジュディ・マーチン)（w / ジミー・ハート）&ドナ・クリスタネーロ&ドーン・マリー●
| 退場順 | スーパースター               | 退場させたスーパースター     |
| ------ | ---------------------------- | ---------------------------- |
| 1      | ドナ・クリスタネーロ         | ベルベット・マッキンタイヤー |
| 2      | ドーン・マリー               | ロッキン・ロビン             |
| 3      | ロッキン・ロビン             | センセーショナル・シェリー   |
| 4      | フェビュラス・ムーラ         | ジュディ・マーチン           |
| 5      | センセーショナル・シェリー   | ベルベット・マッキンタイヤー |
| 6      | ベルベット・マッキンタイヤー | レイラニ・カイ               |
| 7      | レイラニ・カイ               | 山崎五紀                     |
| 8      | ジュディ・マーチン           | 立野記代                     |
| 生存者 | 山崎五紀、立野記代           |                              |

- タッグ・チーム・サバイバー・シリーズ・エリミネーション・マッチ -Tag team Survivor Series Elimination Match-

○ストライク・フォース(ティト・サンタナ&リック・マーテル)、ザ・ヤング・スタリオン(ポール・ローマ&ジム・パワーズ)、ザ・ファビュラス・ルージョーズ(ジャック・ルージョー&レイモンド・ルージョー)、ザ・キラー・ビーズ(ジム・ブランゼル&ブライアン・ブレアー)、ブリティッシュ・ブルドッグス(デイビーボーイ・スミス&ダイナマイト・キッド) vs ハート・ファウンデーション(ブレット・ハート&ジム・ナイドハート)（w / ジミー・ハート）、ジ・アイランダーズ(ハク&タマ)（w / ボビー・ヒーナン）、デモリッション(アックス&スマッシュ)（w / ミスター・フジ）、ザ・ボルシェビクス(ニコライ・ボルコフ&ボリス・ズーコフ)（w / スリック）、ザ・ニュー・ドリーム・チーム(グレッグ・バレンタイン&ディノ・ブラボー)（w / ジョニーV）●
| 退場順 | スーパースター                                     | 退場させたスーパースター |
| ------ | -------------------------------------------------- | ------------------------ |
| 1      | ボリス・ズーコフ(ボルシェビクス)                   | ティト・サンタナ         |
| 2      | ジャック・ルージョー(ファビュラス・ルージョーズ)   | アックス                 |
| 3      | スマッシュ(デモリッション)                         | 反則による退場           |
| 4      | ティト・サンタナ(ストライク・フォース)             | ジム・ナイドハート       |
| 5      | ダイナマイト・キッド(ブリティッシュ・ブルドッグス) | ハク                     |
| 6      | グレッグ・バレンタイン(ニュー・ドリーム・チーム)   | ポール・ローマ           |
| 7      | ブレット・ハート(ハート・ファウンデーション)       | ジム・ブランゼル         |
| 8      | タマ(アイランダーズ)                               | ブライアン・ブレアー     |
| 生存者 | キラー・ビーズ、ヤング・スタリオンズ               |                          |

- サバイバー・シリーズ・エリミネーション・マッチ -5 on 5 Survivor Series Elimination Match-

○アンドレ・ザ・ジャイアント&ワンマン・ギャング&キングコング・バンディ&ブッチ・リード&リック・ルード（w / ボビー・ヒーナン、スリック） vs ハルク・ホーガン&ポール・オーンドーフ&ドン・ムラコ&ケン・パテラ&バンバン・ビガロ（w / サー・オリバー・フンパーディンク）●
| 退場順 | スーパースター             | 退場させたスーパースター   |
| ------ | -------------------------- | -------------------------- |
| 1      | ブッチ・リード             | ハルク・ホーガン           |
| 2      | ケン・パテラ               | ワンマン・ギャング         |
| 3      | ポール・オーンドーフ       | リック・ルード             |
| 4      | リック・ルード             | ドン・ムラコ               |
| 5      | ドン・ムラコ               | ワンマン・ギャング         |
| 6      | ハルク・ホーガン           | カウントアウト             |
| 7      | キングコング・バンディ     | バンバン・ビガロ           |
| 8      | ワンマン・ギャング         | バンバン・ビガロ           |
| 9      | バンバン・ビガロ           | アンドレ・ザ・ジャイアント |
| 生存者 | アンドレ・ザ・ジャイアント |                            |

### 第2回大会（1988年）WWF Survivor Series 1988
- 開催日 : 11月24日
- 開催場所 : オハイオ州リッチフィールドのリッチフィールドコロシアム
- 観客動員数 : 13,500人
- サバイバー・シリーズ・エリミネーション・マッチ -5 on 5 Survivor Series Elimination Match-

○アルティメット・ウォリアー&ブルータス・ビーフケーキ&ブルー・ブレイザー&ジム・ブランゼル&サム・ヒューストン vs ホンキー・トンク・マン&ロン・バス&ダニー・デービス&グレッグ・バレンタイン&バッド・ニュース・ブラウン（w / ジミー・ハート）●
| 退場順 | スーパースター                                  | 退場させたスーパースター   |
| ------ | ----------------------------------------------- | -------------------------- |
| 1      | ダニー・デイビス                                | ブルータス・ビーフケーキ   |
| 2      | ジム・ブランゼル                                | バッド・ニュース・ブラウン |
| 3      | バッド・ニュース・ブラウン                      | カウントアウト             |
| 4      | サム・ヒューストン                              | ロン・バス                 |
| 5      | ブルー・ブレイザー                              | グレッグ・バレンタイン     |
| 6      | ブルータス・ビーフケーキ&ホンキー・トンク・マン | カウントアウト             |
| 7      | ロン・バス                                      | アルティメット・ウォリアー |
| 8      | グレッグ・バレンタイン                          | アルティメット・ウォリアー |
| 生存者 | アルティメット・ウォリアー                      |                            |

- タッグ・チーム・サバイバー・シリーズ・エリミネーション・マッチ -Tag team Survivor Series Elimination Match-

○パワーズ・オブ・ペイン(ザ・ウォーロード&ザ・バーバリアン)&ザ・ロッカーズ(ショーン・マイケルズ&マーティ・ジャネッティ)&ブリティッシュ・ブルドッグス(デイビーボーイ・スミス&ダイナマイト・キッド)&ハート・ファウンデーション(ブレット・ハート&ジム・ナイドハート)&ヤング・スタリオンズ(ジム・パワーズ&ポール・ローマ) vs デモリッション(アックス&スマッシュ)&ブレイン・バスターズ(アーン・アンダーソン&タリー・ブランチャード)&ボルシェビックス(ニコライ・ボルコフ&ボリス・ズーコフ)&ファビュラス・ルージョーズ(ジャック・ルージョー&レイモンド・ルージョー)&ザ・コンキスタドールズ(ウノ&ドス)（w / ミスター・フジ、ボビー・ヒーナン、スリック、ジミー・ハート）●
| 退場順 | スーパースター                                     | 退場させたスーパースター |
| ------ | -------------------------------------------------- | ------------------------ |
| 1      | レイモンド・ルージョー(ファビュラス・ルージョーズ) | ブレット・ハート         |
| 2      | ジム・パワーズ(ヤング・スタリオン)                 | ボリス・ズーコフ         |
| 3      | ボリス・ズーコフ(ボルシェビクス)                   | マーティ・ジャネッティ   |
| 4      | ブレット・ハート(ハート・ファウンデーション)       | タリー・ブランチャード   |
| 5      | ロッカーズ&ブレーン・バスターズ                    | 反則による退場           |
| 6      | ダイナマイト・キッド(ブリティッシュ・ブルドッグス) | スマッシュ               |
| 7      | スマッシュ(デモリッション)                         | カウントアウト           |
| 8      | ウノ(コンキスタドールズ)                           | バーバリアン             |
| 生存者 | パワーズ・オブ・ペイン                             |                          |

- サバイバー・シリーズ・エリミネーション・マッチ -5 on 5 Survivor Series Elimination Match-

○アンドレ・ザ・ジャイアント&リック・ルード&ディノ・ブラボー&ミスター・パーフェクト&ハーリー・レイス（w / ボビー・ヒーナン、フレンチ・マーチン） vs ジム・ドゥガン&ジェイク・ロバーツ&スコット・ケーシー&ケン・パテラ&ティト・サンタナ●
| 退場順 | スーパースター                           | 退場させたスーパースター   |
| ------ | ---------------------------------------- | -------------------------- |
| 1      | ケン・パテラ                             | リック・ルード             |
| 2      | スコット・ケーシー                       | ディノ・ブラボー           |
| 3      | ハーリー・レイス                         | ティト・サンタナ           |
| 4      | ティト・サンタナ                         | アンドレ・ザ・ジャイアント |
| 5      | ジム・ドゥガン                           | 反則による退場             |
| 6      | リック・ルード                           | ジャイク・ロバーツ         |
| 7      | アンドレ・ザ・ジャイアント               | 反則による退場             |
| 8      | ジェイク・ロバーツ                       | ミスター・パーフェクト     |
| 生存者 | ミスター・パーフェクト、ディノ・ブラボー |                            |

- サバイバー・シリーズ・エリミネーション・マッチ -5 on 5 Survivor Series Elimination Match-

○メガ・パワーズ(ハルク・ホーガン&ランディ・サベージ)&ハーキュリーズ&ココ・B・ウェア&ヒルビリー・ジム（w / ミス・エリザベス） vs ツイン・タワーズ(アキーム&ビッグ・ボスマン)&テッド・デビアス&ハク&レッド・ルースター（w / スリック、ボビー・ヒーナン、バージル）●
| 退場順 | スーパースター                       | 退場させたスーパースター |
| ------ | ------------------------------------ | ------------------------ |
| 1      | レッド・ルースター                   | ランディ・サベージ       |
| 2      | ヒルビリー・ジム                     | アキーム                 |
| 3      | ココ・B・ウェア                      | ビッグ・ボスマン         |
| 4      | ハーキュリーズ                       | テッド・デビアス         |
| 5      | テッド・デビアス                     | ランディ・サベージ       |
| 6      | ビッグ・ボスマン                     | カウントアウト           |
| 7      | アキーム                             | 反則による退場           |
| 8      | ハク                                 | ハルク・ホーガン         |
| 生存者 | ランディ・サベージ、ハルク・ホーガン |                          |

### 第3回大会（1989年）WWF Survivor Series 1989
- 開催日 : 11月23日
- 開催場所 : イリノイ州ローズモントのローズモント・ホライズン
- 観客動員数 : 15,294人
- ダーク・マッチ -Dark Match-

○ボリス・ズーコフ vs ポール・ローマ●
- サバイバー・シリーズ・エリミネーション・マッチ -4 on 4 Survivor Series Elimination Match-

○ザ・ドリーム・チーム(ダスティ・ローデス&ブルータス・ビーフケーキ&ティト・サンタナ&レッド・ルースター) vs ジ・エンフォーサーズ(ビッグ・ボスマン&バッド・ニュース・ブラウン&リック・マーテル&ホンキー・トンク・マン)（w / ジミー・ハート、スリック）●
| 退場順 | スーパースター                               | チーム               | 退場させたスーパースター |
| ------ | -------------------------------------------- | -------------------- | ------------------------ |
| 1      | ティト・サンタナ                             | ザ・ドリーム・チーム | リック・マーテル         |
| 2      | バッド・ニュース・ブラウン                   | ジ・エンフォーサーズ | カウントアウト           |
| 3      | ホンキー・トンク・マン                       | ジ・エンフォーサーズ | ブルータス・ビーフケーキ |
| 4      | リック・マーテル                             | ジ・エンフォーサーズ | ブルータス・ビーフケーキ |
| 5      | レッド・ルースター                           | ザ・ドリーム・チーム | ビッグ・ボスマン         |
| 6      | ビッグ・ボスマン                             | ジ・エンフォーサーズ | ダスティ・ローデス       |
| 生存者 | ダスティ・ローデス、ブルータス・ビーフケーキ | ザ・ドリーム・チーム |                          |

- サバイバー・シリーズ・エリミネーション・マッチ -4 on 4 Survivor Series Elimination Match-

○キングズ・コート(ランディ・サベージ&カナディアン・アースクエイク&ディノ・ブラボー&グレッグ・バレンタイン)（w / ジミー・ハート、センセーショナル・クイーン・シェリー） vs フォー・バイ・フォーズ(ジム・ドゥガン&ブレット・ハート&ロニー・ガービン&ハーキュリーズ)●
| 退場順 | スーパースター                     | チーム                 | 退場させたスーパースター |
| ------ | ---------------------------------- | ---------------------- | ------------------------ |
| 1      | ハーキュリーズ                     | フォー・バイ・フォーズ | アースクエイク           |
| 2      | グレッグ・バレンタイン             | キングズ・コート       | ジム・ドゥガン           |
| 3      | ロニー・ガービン                   | フォー・バイ・フォーズ | ディノ・ブラボー         |
| 4      | ブレット・ハート                   | フォー・バイ・フォーズ | ランディ・サベージ       |
| 5      | ジム・ドゥガン                     | フォー・バイ・フォーズ | カウントアウト           |
| 生存者 | サベージ、アースクエイク、ブラボー | キングズ・コート       |                          |

- サバイバー・シリーズ・エリミネーション・マッチ -4 on 4 Survivor Series Elimination Match-

○ハルカマニアックス(ハルク・ホーガン&デモリッション(アックス&スマッシュ)&ジェイク・ロバーツ) vs ミリオン・ダラー・チーム(テッド・デビアス&パワーズ・オブ・ペイン(ザ・ウォーロード&ザ・バーバリアン)&ゼウス)（w / ミスター・フジ、バージル）●
| 退場順 | スーパースター         | チーム                   | 退場させたスーパースター |
| ------ | ---------------------- | ------------------------ | ------------------------ |
| 1      | ゼウス                 | ミリオン・ダラー・チーム | 反則による退場           |
| 2      | アックス               | ハルカマニアックス       | ザ・ウォーロード         |
| 3      | スマッシュ             | ハルカマニアックス       | ザ・バーバリアン         |
| 4      | パワーズ・オブ・ペイン | ミリオン・ダラー・チーム | 反則による退場           |
| 5      | ジェイク・ロバーツ     | ハルカマニアックス       | テッド・デビアス         |
| 6      | テッド・デビアス       | ミリオン・ダラー・チーム | ハルク・ホーガン         |
| 生存者 | ハルク・ホーガン       | ハルカマニアックス       |                          |

- サバイバー・シリーズ・エリミネーション・マッチ -4 on 4 Survivor Series Elimination Match-

○ルード・ブルード(リック・ルード&ファビュラス・ルージョーズ(ジャック・ルージョー&レイモンド・ルージョー)&ミスター・パーフェクト)（w / ジミー・ハート、ザ・ジニアス） vs ロディーズ・ラウディーズ(ロディ・パイパー&ザ・ブッシュワッカーズ(ブッチ&ルーク)&ジミー・スヌーカ)●
| 退場順 | スーパースター                  | チーム                                    | 退場させたスーパースター |
| ------ | ------------------------------- | ----------------------------------------- | ------------------------ |
| 1      | ジャック・ルージョー            | ルード・ブルード                          | ジミー・スヌーカ         |
| 2      | レイモンド・ルージョー          | ルード・ブルード                          | ロディ・パイパー         |
| 3      | ブッチ                          | ロディーズ・ラウディーズ                  | ミスター・パーフェクト   |
| 4      | ルーク                          | ロディーズ・ラウディーズ                  | リック・ルード           |
| 5      | リック・ルード&ロディ・パイパー | ルード・ブルード&ロディーズ・ラウディーズ | ダブル・カウントアウト   |
| 6      | ジミー・スヌーカ                | ロディーズ・ラウディーズ                  | ミスター・パーフェクト   |
| 生存者 | ミスター・パーフェクト          | ルード・ブルード                          |                          |

- サバイバー・シリーズ・エリミネーション・マッチ -4 on 4 Survivor Series Elimination Match-

○アルティメット・ウォリアーズ(アルティメット・ウォリアー&ザ・ロッカーズ(ショーン・マイケルズ&マーティ・ジャネッティ&ジム・ナイドハート) vs ヒーナン・ファミリー(ボビー・ヒーナン&アンドレ・ザ・ジャイアント&ハク&アーン・アンダーソン)●
| 退場順 | スーパースター             | チーム                       | 退場させたスーパースター   |
| ------ | -------------------------- | ---------------------------- | -------------------------- |
| 1      | アンドレ・ザ・ジャイアント | ヒーナン・ファミリーズ       | カウントアウト             |
| 2      | ジム・ナイドハート         | アルティメット・ウォリアーズ | ハク                       |
| 3      | マーティ・ジャネッティ     | アルティメット・ウォリアーズ | ボビー・ヒーナン           |
| 4      | ハク                       | ヒーナン・ファミリーズ       | ショーン・マイケルズ       |
| 5      | ショーン・マイケルズ       | アルティメット・ウォリアーズ | アーン・アンダーソン       |
| 6      | アーン・アンダーソン       | ヒーナン・ファミリーズ       | アルティメット・ウォリアー |
| 7      | ボビー・ヒーナン           | ヒーナン・ファミリーズ       | アルティメット・ウォリアー |
| 生存者 | アルティメット・ウォリアー | アルティメット・ウォリアーズ |                            |

### 第4回大会（1990年）WWF Survivor Series 1990
- 開催日 : 11月22日
- 開催場所 : コネチカット州ハートフォードのハートフォード・シビック・センター
- 観客動員数 : 16,249人
- ダーク・マッチ -Dark Match-

○シェーン・ダグラス vs バディ・ローズ●
- サバイバー・シリーズ・エリミネーション・マッチ -4 on 4 Survivor Series Elimination Match-

○ザ・ウォリアーズ(アルティメット・ウォリアー&リージョン・オブ・ドゥーム(ホーク&アニマル)&テキサス・トルネード) vs ザ・パーフェクト・チーム(ミスター・パーフェクト&デモリッション(アックス&スマッシュ&クラッシュ))（w / ボビー・ヒーナン、ミスター・フジ）●
| 退場順 | スーパースター                        | チーム                                    | 退場させたスーパースター   |
| ------ | ------------------------------------- | ----------------------------------------- | -------------------------- |
| 1      | アックス                              | ザ・パーフェクト・チーム                  | アルティメット・ウォリアー |
| 2      | スマッシュ&クラッシュ&ホーク&アニマル | ザ・パーフェクト・チーム&ザ・ウォリアーズ | 反則による退場             |
| 3      | テキサス・トルネード                  | ザ・ウォリアーズ                          | ミスター・パーフェクト     |
| 4      | ミスター・パーフェクト                | ザ・パーフェクト・チーム                  | アルティメット・ウォリアー |
| 生存者 | アルティメット・ウォリアー            | ザ・ウォリアーズ                          |                            |

- サバイバー・シリーズ・エリミネーション・マッチ -4 on 4 Survivor Series Elimination Match-

○ミリオン・ダラー・チーム(テッド・デビアス&ジ・アンダーテイカー&リズム・アンド・ブルース(ホンキー・トンク・マン&グレッグ・バレンタイン))（w / バージル、ジミー・ハート、ブラザー・ラブ） vs ザ・ドリーム・チーム(ダスティ・ローデス&ココ・B・ウェア&ハート・ファウンデーション(ブレット・ハート&ジム・ナイドハート))●
| 退場順 | スーパースター         | チーム                   | 退場させたスーパースター |
| ------ | ---------------------- | ------------------------ | ------------------------ |
| 1      | ココ・B・ウェア        | ザ・ドリーム・チーム     | ジ・アンダーテイカー     |
| 2      | ホンキー・トンク・マン | ミリオン・ダラー・チーム | ジム・ナイドハート       |
| 3      | ジム・ナイドハート     | ザ・ドリーム・チーム     | テッド・デビアス         |
| 4      | ダスティ・ローデス     | ザ・ドリーム・チーム     | ジ・アンダーテイカー     |
| 5      | ジ・アンダーテイカー   | ミリオン・ダラー・チーム | カウントアウト           |
| 6      | グレッグ・バレンタイン | ミリオン・ダラー・チーム | ブレット・ハート         |
| 7      | ブレット・ハート       | ザ・ドリーム・チーム     | テッド・デビアス         |
| 生存者 | テッド・デビアス       | ミリオン・ダラー・チーム |                          |

- サバイバー・シリーズ・エリミネーション・マッチ -4 on 4 Survivor Series Elimination Match-

○ヴィジョナリーズ(リック・マーテル&ザ・ウォーロード&パワー・アンド・グローリー(ハーキュリーズ&ポール・ローマ))（w / スリック） vs ヴァイパーズ(ジェイク・ロバーツ&ジミー・スヌーカ&ザ・ロッカーズ(ショーン・マイケルズ&マーティ・ジャネッティ))●
| 退場順 | スーパースター                                 | チーム           | 退場させたスーパースター |
| ------ | ---------------------------------------------- | ---------------- | ------------------------ |
| 1      | マーティ・ジャネッティ                         | ヴァイパーズ     | ザ・ウォーロード         |
| 2      | ジミー・スヌーカ                               | ヴァイパーズ     | リック・マーテル         |
| 3      | ショーン・マイケルズ                           | ヴァイパーズ     | ポール・ローマ           |
| 4      | ジェイク・ロバーツ                             | ヴァイパーズ     | カウントアウト           |
| 生存者 | マーテル、ウォーロード、ローマ、ハーキュリーズ | ヴィジョナリーズ |                          |

- サバイバー・シリーズ・エリミネーション・マッチ -4 on 4 Survivor Series Elimination Match-

○ハルカマニアックス(ハルク・ホーガン&ジム・ドゥガン&ビッグ・ボスマン&タグボート vs ナチュラル・ディザスターズ(アースクエイク&ハク&ディノ・ブラボー&ザ・バーバリアン)（w / ボビー・ヒーナン、ジミー・ハート）●
| 退場順 | スーパースター            | チーム                                        | 退場させたスーパースター |
| ------ | ------------------------- | --------------------------------------------- | ------------------------ |
| 1      | ハク                      | ナチュラル・ディザスターズ                    | ビッグ・ボスマン         |
| 2      | ジム・ドゥガン            | ハルカマニアックス                            | 反則による退場           |
| 3      | ディノ・ブラボー          | ナチュラル・ディザスターズ                    | ハルク・ホーガン         |
| 4      | ビッグ・ボスマン          | ハルカマニアックス                            | アースクエイク           |
| 5      | タグボート&アースクエイク | ナチュラル・ディザスターズ&ハルカマニアックス | ダブル・カウントアウト   |
| 6      | ザ・バーバリアン          | ナチュラル・ディザスターズ                    | ハルク・ホーガン         |
| 生存者 | ハルク・ホーガン          | ハルカマニアックス                            |                          |

- サバイバー・シリーズ・エリミネーション・マッチ -4 on 4 Survivor Series Elimination Match-

○ジ・アライアンス(ニコライ・ボルコフ&ティト・サンタナ&ザ・ブッシュワッカーズ(ブッチ&ルーク)) vs マーセナリーズ(サージェント・スローター&ボリス・ズーコフ&オリエント・エクスプレス(サトー&タナカ))（w / ミスター・フジ、ジェネラル・アドナン）●
| 退場順 | スーパースター           | チーム           | 退場させたスーパースター |
| ------ | ------------------------ | ---------------- | ------------------------ |
| 1      | ボリス・ズーコフ         | マーセナリーズ   | ティト・サンタナ         |
| 2      | サトー                   | マーセナリーズ   | ブッチ                   |
| 3      | タナカ                   | マーセナリーズ   | ティト・サンタナ         |
| 4      | ニコライ・ボルコフ       | ジ・アライアンス | サージェント・スローター |
| 5      | ルーク                   | ジ・アライアンス | サージェント・スローター |
| 6      | ブッチ                   | ジ・アライアンス | サージェント・スローター |
| 7      | サージェント・スローター | マーセナリーズ   | 反則による退場           |
| 生存者 | ティト・サンタナ         | ジ・アライアンス |                          |

- グランド・フィナーレ・マッチ -Grand Finale Match of Survival": 3 on 5 Survivor Series Elimination Match-

○フェイス・チーム(ハルク・ホーガン&アルティメット・ウォリアー&ティト・サンタナ) vs ヒール・チーム(テッド・デビアス&リック・マーテル&ザ・ウォーロード&パワー・アンド・グローリー(ハーキュリーズ&ポール・ローマ))●
| 退場順 | スーパースター                               | チーム           | 退場させたスーパースター   |
| ------ | -------------------------------------------- | ---------------- | -------------------------- |
| 1      | ザ・ウォーロード                             | ヒール・チーム   | ティト・サンタナ           |
| 2      | ティト・サンタナ                             | フェイス・チーム | テッド・デビアス           |
| 3      | ポール・ローマ                               | ヒール・チーム   | ハルク・ホーガン           |
| 4      | リック・マーテル                             | ヒール・チーム   | カウントアウト             |
| 5      | テッド・デビアス                             | ヒール・チーム   | ハルク・ホーガン           |
| 6      | ハーキュリーズ                               | ヒール・チーム   | アルティメット・ウォリアー |
| 生存者 | ハルク・ホーガン、アルティメット・ウォリアー | フェイス・チーム |                            |

### 第5回大会（1991年）WWF Survivor Series 1991
- 開催日 : 11月27日
- 開催場所 : ミシガン州デトロイトのジョー・ルイス・アリーナ
- 観客動員数 : 17,500人
- ダーク・マッチ -Dark Match-

○クリス・チェイヴィス vs カトー●
- サバイバー・シリーズ・エリミネーション・マッチ -4 on 4 Survivor Series Elimination Match-

○リック・フレアー&ザ・マウンティー&テッド・デビアス&ザ・ウォーロード（w / ミスター・パーフェクト、ジミー・ハート、センセーショナル・シェリー、ハービー・ウィップルマン） vs ロディ・パイパー&ブレット・ハート&バージル&デイビーボーイ・スミス●
| 退場順 | スーパースター                               | チーム                            | 退場させたスーパースター |
| ------ | -------------------------------------------- | --------------------------------- | ------------------------ |
| 1      | デイビーボーイ・スミス                       | チーム・パイパー                  | リック・フレアー         |
| 2      | ザ・ウォーロード                             | チーム・フレアー                  | ロディ・パイパー         |
| 3      | デビアス&マウンティ&ハート&パイパー&バージル | チーム・パイパー&チーム・フレアー | 反則による退場           |
| 生存者 | リック・フレアー                             | チーム・フレアー                  |                          |

- サバイバー・シリーズ・エリミネーション・マッチ -4 on 4 Survivor Series Elimination Match-

サージェント・スローター&ジム・ドゥガン&テキサス・トルネード&ティト・サンタナ vs カーネル・ムスタファ&ザ・バーザーカー&ハーキュリーズ&スキナー（w / ミスター・フジ、ジェネラル・アドナン）●
| 退場順 | スーパースター                             | チーム             | 退場させたスーパースター |
| ------ | ------------------------------------------ | ------------------ | ------------------------ |
| 1      | カーネル・ムスタファ                       | チーム・ムスタファ | サージェント・スローター |
| 2      | ハーキュリーズ                             | チーム・ムスタファ | ティト・サンタナ         |
| 3      | スキナー                                   | チーム・ムスタファ | サージェント・スローター |
| 4      | ザ・バーザーカー                           | チーム・ムスタファ | ジム・ドゥガン           |
| 生存者 | スローター、ドゥガン、トルネード、サンタナ | チーム・スローター |                          |

- WWF王座戦 -WWF Championship-

●ハルク・ホーガン(c) vs ジ・アンダーテイカー（w / ポール・ベアラー）○
- サバイバー・シリーズ・エリミネーション・マッチ -4 on 4 Survivor Series Elimination Match-

○ナスティ・ボーイズ(ブライアン・ノッブス&ジェリー・サッグス)&ビバリー・ブラザーズ(ブレイク&ボウ) vs ザ・ロッカーズ(ショーン・マイケルズ&マーティ・ジャネッティ&ザ・ブッシュワッカーズ(ブッチ&ルーク)●
| 退場順 | スーパースター               | 退場させたスーパースター |
| ------ | ---------------------------- | ------------------------ |
| 1      | ルーク                       | ブライアン・ノッブス     |
| 2      | ブッチ                       | ボウ                     |
| 3      | ボウ                         | ショーン・マイケルズ     |
| 4      | ショーン・マイケルズ         | ブライアン・ノッブス     |
| 5      | マーティ・ジャネッティ       | ジェリー・サッグス       |
| 生存者 | ノッブス、サッグス、ブレイク |                          |

- サバイバー・シリーズ・エリミネーション・マッチ -3 on 3 Survivor Series Elimination Match-

○リージョン・オブ・ドゥーム(ホーク&アニマル)&ビッグ・ボスマン vs ナチュラル・ディザスターズ(アースクエイク&タイフーン)&アーウィン・R・シャイスター（w / ジミー・ハート）●
| 退場順 | スーパースター              | チーム           | 退場させたスーパースター    |
| ------ | --------------------------- | ---------------- | --------------------------- |
| 1      | ビッグ・ボスマン            | チーム・ボスマン | アーウィン・R・シャイスター |
| 2      | タイフーン                  | チーム・IRS      | ホーク                      |
| 3      | アースクエイク              | チーム・IRS      | カウントアウト              |
| 4      | アーウィン・R・シャイスター | チーム・IRS      | アニマル                    |
| 生存者 | リージョン・オブ・ドゥーム  | チーム・ボスマン |                             |

### 第6回大会（1992年）WWF Survivor Series 1992
- 開催日 : 11月25日
- 開催場所 : オハイオ州リッチフィールドのリッチフィールドコロシアム
- 観客動員数 : 17,500人
- ダーク・マッチ -Dark Match-

○クラッシュ vs ブルックリン・ブローラー●
- ○ザ・ヘッドシュリンカーズ(サムゥ&ファトゥ)（w / アファ） vs ハイ・エナジー(オーエン・ハート&ココ・B・ウェア)●
- ナイトスティック・ポール・マッチ -Nightstick on a Pole Match-

○ビッグ・ボスマン vs ネイルズ●
- ○タタンカ vs リック・マーテル●
- ○ランディ・サベージ&ミスター・パーフェクト vs レイザー・ラモン&リック・フレアー●
- ○ヨコズナ（w / ミスター・フジ） vs バージル●
- サバイバー・シリーズ・エリミネーション・マッチ -4 on 4 Survivor Series Elimination Match-

○ナスティ・ボーイズ(ブライアン・ノッブス&ジェリー・サッグス)&ナチュラル・ディザスターズ(アースクエイク&タイフーン) vs マネー・INC(テッド・デビアス&アーウィン・R・シャイスター)&ビバリー・ブラザーズ(ブレイク&ボウ)（w / ジミー・ハート、ザ・ジニアス）●
| 退場順 | スーパースター              | 退場させたスーパースター    |
| ------ | --------------------------- | --------------------------- |
| 1      | ボウ                        | アースクエイク              |
| 2      | タイフーン                  | アーウィン・R・シャイスター |
| 3      | アーウィン・R・シャイスター | ジェリー・サッグス          |
| 生存者 | ナスティ・ボーイズ          |                             |

- コフィン・マッチ -Coffin Match-

○ジ・アンダーテイカー（w / ポール・ベアラー） vs カマラ（w / キム・チー、ハービー・ウィップルマン）●
- WWF王座戦 -WWF Championship-

○ブレット・ハート(c) vs ショーン・マイケルズ●

### 第7回大会（1993年）WWF Survivor Series 1993
- 開催日 : 11月24日
- 開催場所 : マサチューセッツ州ボストンのボストン・ガーデン
- 観客動員数 : 15,509人
- ダーク・マッチ -Dark Match-

○ビリー・ガン vs ブルックリン・ブローラー●
- サバイバー・シリーズ・エリミネーション・マッチ -4 on 4 Survivor Series Elimination Match-

○レイザー・ラモン&マーティ・ジャネッティ&ランディ・サベージ&1-2-3キッド vs アーウィン・R・シャイスター&ディーゼル&リック・マーテル&アダム・ボム（w / ハービー・ウィップルマン）●
| 退場順 | スーパースター                      | チーム           | 退場させたスーパースター    |
| ------ | ----------------------------------- | ---------------- | --------------------------- |
| 1      | ディーゼル                          | チーム・IRS      | ランディ・サベージ          |
| 2      | ランディ・サベージ                  | チーム・レイザー | アーウィン・R・シャイスター |
| 3      | アーウィン・R・シャイスター         | チーム・IRS      | レイザー・ラモン            |
| 4      | レイザー・ラモン                    | チーム・レイザー | カウントアウト              |
| 5      | リック・マーテル                    | チーム・IRS      | 1-2-3キッド                 |
| 6      | アダム・ボム                        | チーム・IRS      | マーティ・ジャネッティ      |
| 生存者 | 1-2-3キッド、マーティ・ジャネッティ | チーム・レイザー |                             |

- サバイバー・シリーズ・エリミネーション・マッチ -4 on 4 Survivor Series Elimination Match-

○ハート・ファミリー(ブレット・ハート&オーエン・ハート&ブルース・ハート&キース・ハート（w / スチュ・ハート） vs ショーン・マイケルズ&レッド・ナイト&ブルー・ナイト&ブラック・ナイト●
| 退場順 | スーパースター             | チーム             | 退場させたスーパースター |
| ------ | -------------------------- | ------------------ | ------------------------ |
| 1      | ブラック・ナイト           | チーム・マイケルズ | オーエン・ハート         |
| 2      | レッド・ナイト             | チーム・マイケルズ | ブレット・ハート         |
| 3      | ブルー・ナイト             | チーム・マイケルズ | オーエン・ハート         |
| 4      | オーエン・ハート           | ハート・ファミリー | ショーン・マイケルズ     |
| 5      | ショーン・マイケルズ       | チーム・マイケルズ | カウントアウト           |
| 生存者 | ブレット、ブルース、キース | ハート・ファミリー |                          |

- SMWタッグ王座戦 -SMW Tag Team Championship-

●ザ・ロックンロール・エクスプレス(リッキー・モートン&ロバート・ギブソン)(c) vs ザ・ヘブンリー・ボディーズ(トム・プリチャード&ジミー・デル・レイ)○
- サバイバー・シリーズ・エリミネーション・マッチ -4 on 4 Survivor Series Elimination Match-

フォー・ドインクズ(ザ・ブッシュワッカーズ(ブッチ&ルーク)&メン・オン・ナ・ミッション(メイブル&モー))（w / オスカー） vs ヘッドシュリンカーズ(サムゥ&ファトゥ)&バンバン・ビガロ&バスチャン・ブーガー（w / ルナ・バション、アファ）●
| 退場順 | スーパースター                 | チーム             | 退場させたスーパースター |
| ------ | ------------------------------ | ------------------ | ------------------------ |
| 1      | サムゥ                         | チーム・ビガロ     | ルーク                   |
| 2      | バスチャン・ブーガー           | チーム・ビガロ     | メイブル                 |
| 3      | ファトゥ                       | チーム・ビガロ     | ブッチ                   |
| 4      | バンバン・ビガロ               | チーム・ビガロ     | メイブル                 |
| 生存者 | メイブル、モー、ルーク、ブッチ | フォー・ドインクズ |                          |

- サバイバー・シリーズ・エリミネーション・マッチ -4 on 4 Survivor Series Elimination Match-

○ジ・オール・アメリカンズ(レックス・ルガー&ジ・アンダーテイカー&リック・スタイナー&スコット・スタイナー)（w / ポール・ベアラー） vs ザ・フォーリン・ファナティックス(ヨコズナ&クラッシュ&ルドヴィッグ・ボルガ&ケベッカー・ジャック)（w / ジム・コルネット、ジョニー・ポロ、ミスター・フジ）●
| 退場順 | スーパースター                | チーム                        | 退場させたスーパースター |
| ------ | ----------------------------- | ----------------------------- | ------------------------ |
| 1      | リック・スタイナー            | オール・アメリカンズ          | ルドヴィッグ・ボルガ     |
| 2      | クラッシュ                    | フォーリン・ファナティックス  | カウントアウト           |
| 3      | ジャック・ルージョー          | フォーリン・ファナティックス  | レックス・ルガー         |
| 4      | スコット・スタイナー          | オール・アメリカンズ          | ヨコズナ                 |
| 5      | ジ・アンダーテイカー&ヨコズナ | アメリカンズ&ファナティックス | ダブル・カウントアウト   |
| 6      | ルドヴィッグ・ボルガ          | フォーリン・ファナティックス  | レックス・ルガー         |
| 生存者 | レックス・ルガー              | オール・アメリカンズ          |                          |

### 第8回大会（1994年）WWF Survivor Series 1994
- 開催日 : 11月23日
- 開催場所 : テキサス州サンアントニオのフリーマン・コロシアム
- 観客動員数 : 10,000人
- サバイバー・シリーズ・エリミネーション・マッチ -5 on 5 Survivor Series Elimination Match-

○ザ・バッド・ガイズ(レイザー・ラモン&1-2-3キッド&ブリティッシュ・ブルドッグ&ファトゥ&シオネ vs ザ・チームスターズ(ショーン・マイケルズ&ディーゼル&オーエン・ハート&ジム・ナイドハート&ジェフ・ジャレット)●
| 退場順 | スーパースター                                       | チーム         | 退場させたスーパースター |
| ------ | ---------------------------------------------------- | -------------- | ------------------------ |
| 1      | ファトゥ                                             | バッド・ガイズ | ディーゼル               |
| 2      | 1-2-3キッド                                          | バッド・ガイズ | ディーゼル               |
| 3      | シオネ                                               | バッド・ガイズ | ディーゼル               |
| 4      | ブリティッシュ・ブルドッグ                           | バッド・ガイズ | カウントアウト           |
| 5      | マイケルズ&ディーゼル&ハート&ナイドハート&ジャレット | チームスターズ | カウントアウト           |
| 生存者 | レイザー・ラモン                                     | バッド・ガイズ |                          |

- サバイバー・シリーズ・エリミネーション・マッチ -4 on 4 Survivor Series Elimination Match-

○ザ・ロイヤル・ファミリーズ(ジェリー・ローラー&スリージー&クイージー&チージー) vs クラウンズ・アス(ドインク・ザ・クラウン&ディンク&ピンク&ウィンク)●
| 退場順 | スーパースター                             | チーム                 | 退場させたスーパースター |
| ------ | ------------------------------------------ | ---------------------- | ------------------------ |
| 1      | ドインク・ザ・クラウン                     | クラウンズ・アス       | ジェリー・ローラー       |
| 2      | ウィンク                                   | クラウンズ・アス       | チージー                 |
| 3      | ピンク                                     | クラウンズ・アス       | チージー                 |
| 4      | ディンク                                   | クラウンズ・アス       | スリージー               |
| 生存者 | ローラー、スリージー、チージー、クイージー | ロイヤル・ファミリーズ |                          |

- サブミッション・マッチ形式WWF王座戦 -Submission Match for the WWF Championship-

●ブレット・ハート(c)（w / ブリティッシュ・ブルドッグ） vs ボブ・バックランド（w / オーエン・ハート）○
- サバイバー・シリーズ・エリミネーション・マッチ -5 on 5 Survivor Series Elimination Match-

○ミリオン・ダラー・チーム(キングコング・バンディ&タタンカ&バンバン・ビガロ&トム・プリチャード&ジミー・デル・レイ)（w / テッド・デビアス） vs ガッツ・アンド・グローリー(レックス・ルガー&メイブル&アダム・ボム&ビリー・ガン&バート・ガン)（w / オスカー）●
| 退場順 | スーパースター     | チーム                     | 退場させたスーパースター |
| ------ | ------------------ | -------------------------- | ------------------------ |
| 1      | トム・プリチャード | ミリオン・ダラー・チーム   | メイブル                 |
| 2      | メイブル           | ガッツ・アンド・グローリー | カウントアウト           |
| 3      | アダム・ボム       | ガッツ・アンド・グローリー | バンバン・ビガロ         |
| 4      | ジミー・デル・レイ | ミリオン・ダラー・チーム   | レックス・ルガー         |
| 5      | バート・ガン       | ガッツ・アンド・グローリー | タタンカ                 |
| 6      | ビリー・ガン       | ガッツ・アンド・グローリー | キングコング・バンディ   |
| 7      | タタンカ           | ミリオン・ダラー・チーム   | レックス・ルガー         |
| 8      | レックス・ルガー   | ガッツ・アンド・グローリー | キングコング・バンディ   |
| 生存者 | ビガロ、バンディ   | ミリオン・ダラー・チーム   |                          |

- カスケット・マッチ -Casket Match- 特別審判員：チャック・ノリス

○ジ・アンダーテイカー（w / ポール・ベアラー） vs ヨコズナ（w / ミスター・フジ、ジム・コルネット）●

### 第9回大会（1995年）WWF Survivor Series 1995
- 開催日 : 11月19日
- 開催場所 : ワシントンD.C.のUSエアー・アリーナ
- 観客動員数 : 14,500人
- ダーク・マッチ -Dark Match-

○ザ・スモーキン・ガンズ(ビリー・ガン&バート・ガン) vs ザ・パブリック・エネミー(ロッコー・ロック&ジョニー・グランジ)●
- サバイバー・シリーズ・エリミネーション・マッチ -4 on 4 Survivor Series Elimination Match-

○ボディー・ドナーズ(スキップ&ラッド・ラドフォード&トム・プリチャード&1-2-3キッド)（w / サニー、テッド・デビアス） vs アンダードッグス(マーティ・ジャネッティ&白使&バリー・ホロウィッツ&ボブ・ホーリー)●
| 退場順 | スーパースター         | チーム             | 退場させたスーパースター |
| ------ | ---------------------- | ------------------ | ------------------------ |
| 1      | トム・プリチャード     | ボディー・ドナーズ | ボブ・ホーリー           |
| 2      | ボブ・ホーリー         | アンダードッグス   | スキップ                 |
| 3      | 白使                   | アンダードッグス   | ラッド・ラドフォード     |
| 4      | ラッド・ラドフォード   | ボディー・ドナーズ | バリー・ホロウィッツ     |
| 5      | バリー・ホロウィッツ   | アンダードッグス   | 1-2-3キッド              |
| 6      | スキップ               | ボディー・ドナーズ | マーティ・ジャネッティ   |
| 7      | マーティ・ジャネッティ | アンダードッグス   | 1-2-3キッド              |
| 生存者 | 1-2-3キッド            | ボディー・ドナーズ |                          |

- サバイバー・シリーズ・エリミネーション・マッチ -4 on 4 Survivor Series Elimination Match-

○バーサ・フェイ&アジャ・コング&ライオネス飛鳥&渡辺智子（w / ハービー・ウィップルマン） vs アランドラ・ブレイズ&井上京子&長谷川咲恵&チャパリータASARI●
| 退場順 | スーパースター       | チーム           | 退場させたスーパースター |
| ------ | -------------------- | ---------------- | ------------------------ |
| 1      | ライオネス飛鳥       | チーム・フェイ   | アランドラ・ブレイズ     |
| 2      | 長谷川咲恵           | チーム・ブレイズ | アジャ・コング           |
| 3      | チャパリータASARI    | チーム・ブレイズ | アジャ・コング           |
| 4      | 井上京子             | チーム・ブレイズ | アジャ・コング           |
| 5      | 渡辺智子             | チーム・フェイ   | アランドラ・ブレイズ     |
| 6      | バーサ・フェイ       | チーム・フェイ   | アランドラ・ブレイズ     |
| 7      | アランドラ・ブレイズ | チーム・ブレイズ | アジャ・コング           |
| 生存者 | アジャ・コング       | チーム・フェイ   |                          |

- ○ゴールダスト vs バンバン・ビガロ●
- サバイバー・シリーズ・エリミネーション・マッチ -4 on 4 Survivor Series Elimination Match-

○ザ・ダークサイド(ジ・アンダーテイカー&サビオ・ベガ&ファトゥ&ヘンリー・ゴッドウィン)（w / ポール・ベアラー） vs ザ・ロイヤルズ(キング・メイブル&ジェリー・ローラー&アイザック・ヤンカムDDS&ハンター・ハースト・ヘルムスリー)（w / サー・モー）●
| 退場順 | スーパースター                                 | チーム       | 退場させたスーパースター |
| ------ | ---------------------------------------------- | ------------ | ------------------------ |
| 1      | ジェリー・ローラー                             | ロイヤルズ   | ジ・アンダーテイカー     |
| 2      | アイザック・ヤンカムDDS                        | ロイヤルズ   | ジ・アンダーテイカー     |
| 3      | ハンター・ハースト・ヘルムスリー               | ロイヤルズ   | ジ・アンダーテイカー     |
| 4      | メイブル                                       | ロイヤルズ   | カウントアウト           |
| 生存者 | アンダーテイカー、ベガ、ファトゥ、ゴッドウィン | ダークサイド |                          |

- サバイバー・シリーズ・エリミネーション・マッチ -4 on 4 Survivor Series Elimination Match-

○ショーン・マイケルズ&アーメッド・ジョンソン&ブリティッシュ・ブルドッグ&サイコ・シッド（w / テッド・デビアス、ジム・コルネット） vs ヨコズナ&オーエン・ハート&レイザー・ラモン&ディーン・ダグラス（w / ミスター・フジ、ジム・コルネット）●
| 退場順 | スーパースター                     | チーム             | 退場させたスーパースター   |
| ------ | ---------------------------------- | ------------------ | -------------------------- |
| 1      | ディーン・ダグラス                 | チーム・レイザー   | ショーン・マイケルズ       |
| 2      | サイコ・シッド                     | チーム・マイケルズ | レイザー・ラモン           |
| 3      | オーエン・ハート                   | チーム・レイザー   | アーメッド・ジョンソン     |
| 4      | レイザー・ラモン                   | チーム・レイザー   | ブリティッシュ・ブルドッグ |
| 5      | ヨコズナ                           | チーム・レイザー   | アーメッド・ジョンソン     |
| 生存者 | マイケルズ、ジョンソン、ブルドッグ | チーム・マイケルズ |                            |

- ノーDQ形式WWF王座戦 -No Disqualification Match for the WWF Championship-

●ディーゼル(c) vs ブレット・ハート○

### 第10回大会（1996年）WWF Survivor Series 1996
- 開催日 : 11月17日
- 開催場所 : ニューヨーク州ニューヨーク・シティのマディソン・スクエア・ガーデン
- 観客動員数 : 18,647人
- フリー・フォー・オール・マッチ/サバイバー・シリーズ・エリミネーション・マッチ -Free For All Match/4 on 4 Survivor Series Elimination Match-

○ジェシー・ジェイムス&アルド・モントーヤ&ボブ・ホーリー&バート・ガン vs サルタン&ジャスティン・ブラッドショー&サルバトーレ・シンシア&ビリー・ガン（w / アイアン・シーク、アンクル・ゼベカイア）●
| 退場順 | スーパースター               | 退場させたスーパースター     |
| ------ | ---------------------------- | ---------------------------- |
| 1      | アルド・モントーヤ           | サルタン                     |
| 2      | サルバトーレ・シンシア       | バート・ガン                 |
| 3      | ボブ・ホーリー               | ジャスティン・ブラッドショー |
| 4      | ジャスティン・ブラッドショー | ジェシー・ジェイムス         |
| 5      | サルタン                     | ジェシー・ジェイムス         |
| 6      | ジェシー・ジェイムス         | ビリー・ガン                 |
| 7      | ビリー・ガン                 | バート・ガン                 |
| 生存者 | バート・ガン                 |                              |

- サバイバー・シリーズ・エリミネーション・マッチ -4 on 4 Survivor Series Elimination Match-

○ダグ・ファーナス&フィル・ラフォン&ザ・ゴッドウィンズ(フィニアス・I・ゴッドウィン&ヘンリー・O・ゴッドウィン)（w / ヒルビリー・ジム） vs オーエン・ハート&ブリティッシュ・ブルドッグ&マーティ・ジャネッティ&リーフ・キャシディ（w / クラレンス・メイソン）●
| 退場順 | スーパースター                     | 退場させたスーパースター   |
| ------ | ---------------------------------- | -------------------------- |
| 1      | マーティ・ジャネッティ             | ヘンリー・ゴッドウィン     |
| 2      | ヘンリー・ゴッドウィン             | オーエン・ハート           |
| 3      | フィニアス・ゴッドウィン           | ブリティッシュ・ブルドッグ |
| 4      | リーフ・キャシディ                 | フィル・ラフォン           |
| 5      | ブリティッシュ・ブルドッグ         | フィル・ラフォン           |
| 6      | オーエン・ハート                   | ダグ・ファーナス           |
| 生存者 | ダグ・ファーナス、フィル・ラフォン |                            |

- ○ジ・アンダーテイカー vs マンカインド●
- サバイバー・シリーズ・エリミネーション・マッチ -4 on 4 Survivor Series Elimination Match-

○マーク・メロ&ロッキー・メイビア&ジェイク・ロバーツ&ザ・ストーカー（w / セイブル） vs クラッシュ&ジェリー・ローラー&ハンター・ハースト・ヘルムスリー&ゴールダスト（w / マレーナ）●
| 退場順 | スーパースター                   | 退場させたスーパースター |
| ------ | -------------------------------- | ------------------------ |
| 1      | ジェリー・ローラー               | ジェイク・ロバーツ       |
| 2      | ザ・ストーカー                   | ゴールダスト             |
| 3      | ハンター・ハースト・ヘルムスリー | マーク・メロ             |
| 4      | マーク・メロ                     | クラッシュ               |
| 5      | ジェイク・ロバーツ               | クラッシュ               |
| 6      | クラッシュ                       | ロッキー・メイビア       |
| 7      | ゴールダスト                     | ロッキー・メイビア       |
| 生存者 | ロッキー・メイビア               |                          |

- ○ブレット・ハート vs "ストーンコールド" スティーブ・オースチン●
- サバイバー・シリーズ・エリミネーション・マッチ -4 on 4 Survivor Series Elimination Match-

△ファルーク&ベイダー&レイザー・ラモンII&ディーゼルII（w / クラレンス・メイソン） vs フラッシュ・ファンク&ジミー・スヌーカ&サビオ・ベガ&ヨコズナ△
| 退場順 | スーパースター                                                          | 退場させたスーパースター |
| ------ | ----------------------------------------------------------------------- | ------------------------ |
| 1      | サビオ・ベガ                                                            | ジミー・スヌーカ         |
| 2      | レイザー・ラモンII                                                      | ジミー・スヌーカ         |
| 3      | ファルーク&ベイダー&ディーゼルII&フラッシュ・ファンク&スヌーカ&ヨコズナ | 反則による退場           |
| 生存者 | なし                                                                    |                          |

- WWF王座戦 -WWF Championship-

●ショーン・マイケルズ(c)（w / ホセ・ロザリオ） vs サイコ・シッド○

### 第11回大会（1997年）WWF Survivor Series 1997
- 開催日 : 11月9日
- 開催場所 : ケベック州モントリオールのモルソン・センター
- 観客動員数 : 20,593人
- サバイバー・シリーズ・エリミネーション・マッチ -4 on 4 Survivor Series Elimination Match-

○ニュー・エイジ・アウトローズ(ロード・ドッグ&ビリー・ガン)&ザ・ゴッドウィンズ(フィニアス・I・ゴッドウィン&ヘンリー・O・ゴッドウィン) vs ザ・ヘッドバンガーズ(モッシュ&スラッシャー)&ニュー・ブラックジャックス(ブラックジャック・ウインダム&ブラックジャック・ブラッドショー)●
| 退場順 | スーパースター               | 退場させたスーパースター |
| ------ | ---------------------------- | ------------------------ |
| 1      | ヘンリー・ゴッドウィン       | ブラッドショー           |
| 2      | バリー・ウィンダム           | フィニアス・ゴッドウィン |
| 3      | モッシュ                     | ビリー・ガン             |
| 4      | フィニアス・ゴッドウィン     | スラッシャー             |
| 5      | ブラッドショー               | ロード・ドッグ           |
| 6      | スラッシャー                 | ビリー・ガン             |
| 生存者 | ロード・ドッグ、ビリー・ガン |                          |

- サバイバー・シリーズ・エリミネーション・マッチ -4 on 4 Survivor Series Elimination Match-

○トゥルース・コミッション(ジャッカル&インテロゲーター&リーコン&スナイパー) vs ディサイプルズ・オブ・アポカリプス(クラッシュ&チェインズ&8ボール&スカル)●
| 退場順 | スーパースター   | チーム                             | 退場させたスーパースター |
| ------ | ---------------- | ---------------------------------- | ------------------------ |
| 1      | チェインズ       | ディサイプルズ・オブ・アポカリプス | インテロゲーター         |
| 2      | ジャッカル       | トゥルース・コミッション           | 8ボール                  |
| 3      | リーコン         | トゥルース・コミッション           | スカル                   |
| 4      | スカル           | ディサイプルズ・オブ・アポカリプス | スナイパー               |
| 5      | 8ボール          | ディサイプルズ・オブ・アポカリプス | インテロゲーター         |
| 6      | スナイパー       | トゥルース・コミッション           | クラッシュ               |
| 7      | クラッシュ       | ディサイプルズ・オブ・アポカリプス | インテロゲーター         |
| 生存者 | インテロゲーター | トゥルース・コミッション           |                          |

- サバイバー・シリーズ・エリミネーション・マッチ -4 on 4 Survivor Series Elimination Match-

○チーム・カナダ(ブリティッシュ・ブルドッグ&ジム・ナイドハート&ダグ・ファーナス&フィル・ラフォン) vs チーム・USA(ベイダー&ゴールダスト&スティーブ・ブラックマン&マーク・メロ)（w / セイブル）●
| 退場順 | スーパースター             | チーム         | 退場させたスーパースター   |
| ------ | -------------------------- | -------------- | -------------------------- |
| 1      | スティーブ・ブラックマン   | チーム・USA    | カウントアウト             |
| 2      | ジム・ナイドハート         | チーム・カナダ | ベイダー                   |
| 3      | フィル・ラフォン           | チーム・カナダ | ベイダー                   |
| 4      | マーク・メロ               | チーム・USA    | ダグ・ファーナス           |
| 5      | ゴールダスト               | チーム・USA    | カウントアウト             |
| 6      | ダグ・ファーナス           | チーム・カナダ | ベイダー                   |
| 7      | ベイダー                   | チーム・USA    | ブリティッシュ・ブルドッグ |
| 生存者 | ブリティッシュ・ブルドッグ | チーム・カナダ |                            |

- ○ケイン（w / ポール・ベアラー） vs マンカインド●
- サバイバー・シリーズ・エリミネーション・マッチ -4 on 4 Survivor Series Elimination Match-

○リージョン・オブ・ドゥーム(ホーク&アニマル)&アーメッド・ジョンソン&ケン・シャムロック vs ネーション・オブ・ドミネーション("ザ・ロック" ロッキー・メイビア&ファルーク&カマ・ムスタファ&ディーロ・ブラウン)●
| 退場順 | スーパースター         | チーム                           | 退場させたスーパースター |
| ------ | ---------------------- | -------------------------------- | ------------------------ |
| 1      | ホークー               | リージョン・オブ・ドゥーム       | ロッキー・メイビア       |
| 2      | ファルーク             | ネーション・オブ・ドミネーション | アーメッド・ジョンソン   |
| 3      | アーメッド・ジョンソン | リージョン・オブ・ドゥーム       | ロッキー・メイビア       |
| 4      | カマ・ムスタファ       | ネーション・オブ・ドミネーション | アニマル                 |
| 5      | アニマル               | リージョン・オブ・ドゥーム       | カウントアウト           |
| 6      | ディーロ・ブラウン     | ネーション・オブ・ドミネーション | ケン・シャムロック       |
| 7      | ロッキー・メイビア     | ネーション・オブ・ドミネーション | ケン・シャムロック       |
| 生存者 | ケン・シャムロック     | リージョン・オブ・ドゥーム       |                          |

- WWFインターコンチネンタル王座戦 -WWF Intercontinental Championship-

●オーエン・ハート(c)（w / ブリティッシュ・ブルドッグ、ジム・ナイドハート、ダグ・ファーナス、フィル・ラフォン） vs "ストーンコールド" スティーブ・オースチン○
- WWF王座戦 -WWF Championship-

●ブレット・ハート(c) vs ショーン・マイケルズ○
- この試合で起こった出来事は「モントリオール事件」と呼ばれている。

### 第12回大会（1998年）WWF Survivor Series 1998
- 開催日 : 11月15日
- 開催場所 : ミズーリ州セントルイスのキール・センター
- 観客動員数 : 21,779人
- 公式大会曲 : Deadly Game
- ダーク・マッチ -Dark Match-

○トゥー・マッチ(ブライアン・クリストファー&スコット・テイラー) vs ハーディー・ボーイズ(マット・ハーディー&ジェフ・ハーディー)●
- サンデー・ナイト・ヒート・マッチ -Sunday Night HEAT Match-

○ボブ・ホーリー&トゥー・コールド・スコーピオ vs ロード・ウォリアーズ2000(アニマル&ドロズ)●
- サンデー・ナイト・ヒート・マッチ -Sunday Night HEAT Match-

○バル・ビーナス vs タイガー・アリ・シン●
- サンデー・ナイト・ヒート・マッチ -Sunday Night HEAT Match-

○ギャングレル vs スティーブ・ブラックマン●
- WWF女子王座戦 -WWF Women's Championship-

●ジャクリーン(c)（w / マーク・メロ） vs セイブル○
- トリプルスレット形式WWFタッグ王座戦 -Triple Threat tag team Match for the WWF Tag Team Championship-

○ニュー・エイジ・アウトローズ(ビリー・ガン&ロード・ドッグ)(c) vs ディーロ・ブラウン&マーク・ヘンリー vs ザ・ヘッドバンガーズ(モッシュ&スラッシャー)
- WWF王座決定トーナメント -Tournament Match for the vacant WWF Championship-

トーナメント1回戦
○マンカインド vs ドゥエイン・ギル●
○アル・スノー（w / ヘッド） vs ジェフ・ジャレット（w / デブラ）●
○"ストーンコールド" スティーブ・オースチン vs ビッグ・ボスマン●
ボスマンの反則負け
△Xパック vs スティーブン・リーガル△(ダブル・カウント・アウト)
○ケン・シャムロック vs ゴールダスト●
○ザ・ロック vs ビッグ・ボスマン●
トーナメント2回戦
○ジ・アンダーテイカー（w / ポール・ベアラー） vs ケイン●
○マンカインド vs アル・スノー(w / ヘッド)●
○ザ・ロック vs ケン・シャムロック●
準決勝
○マンカインド vs スティーブ・オースチン●
○ザ・ロック vs ジ・アンダーテイカー（w / ポール・ベアラー）●
決勝戦
○ザ・ロック vs マンカインド●

### 第13回大会（1999年）WWF Survivor Series 1999
- 開催日 : 11月14日
- 開催場所 : ミシガン州デトロイトのジョー・ルイス・アリーナ
- 観客動員数 : 18,735人
- サバイバー・シリーズ・エリミネーション・マッチ -4 on 4 Survivor Series Elimination Match-

○ザ・ゴッドファーザー&ディーロ・ブラウン&ザ・ヘッドバンガーズ(モッシュ&スラッシャー) vs ダッドリー・ボーイズ(ババ・レイ&ディーボン)&アコライツ(ファルーク&ブラッドショー)●
| 退場順 | スーパースター                           | 退場させたスーパースター |
| ------ | ---------------------------------------- | ------------------------ |
| 1      | スラッシャー                             | ブラッドショー           |
| 2      | モッシュ                                 | ババ・レイ・ダッドリー   |
| 3      | ブラッドショー                           | 反則による退場           |
| 4      | ファルーク&ディーボン                    | カウントアウト           |
| 5      | ババ・レイ・ダッドリー                   | ディーロ・ブラウン       |
| 生存者 | ザ・ゴッドファーザー、ディーロ・ブラウン |                          |

- ○カート・アングル vs ショーン・スタージャック●
- サバイバー・シリーズ・エリミネーション・マッチ -4 on 4 Survivor Series Elimination Match-

○バル・ビーナス&マーク・ヘンリー&ギャングレル&スティーブ・ブラックマン vs ブリティッシュ・ブルドッグ&ミーン・ストリート・ポッセ(ロドニー&ピート・ガス&ジョーイ・アブス)●
| 退場順 | スーパースター                   | 退場させたスーパースター   |
| ------ | -------------------------------- | -------------------------- |
| 1      | ピート・ガス                     | スティーブ・ブラックマン   |
| 2      | ロドニー                         | ギャングレル               |
| 3      | ジョーイ・アブス                 | マーク・ヘンリー           |
| 4      | ギャングレル                     | ブリティッシュ・ブルドッグ |
| 5      | スティーブ・ブラックマン         | ブリティッシュ・ブルドッグ |
| 6      | ブリティッシュ・ブルドッグ       | バル・ビーナス             |
| 生存者 | バル・ビーナス、マーク・ヘンリー |                            |

- ○メイ・ヤング&ファビュラス・ムーラ&トーリー&デブラ vs アイボリー&ルナ・バション&ジャクリーン&テリー・ラネルズ●
- ○ケイン vs Xパック●
- サバイバー・シリーズ・エリミネーション・マッチ -1 on 4 Survivor Series Elimination Match-

○ビッグ・ショー vs ビッグ・ボスマン&プリンス・アルバート&ミディオン&ヴィセラ●
| 退場順 | スーパースター       | 退場させたスーパースター |
| ------ | -------------------- | ------------------------ |
| 1      | ミディオン           | ビッグ・ショー           |
| 2      | プリンス・アルバート | ビッグ・ショー           |
| 3      | ヴィセラ             | ビッグ・ショー           |
| 4      | ビッグ・ボスマン     | カウントアウト           |
| 生存者 | ビッグ・ショー       |                          |

- WWFインターコンチネンタル王座戦 -WWF Intercontinental Championship-

○チャイナ(c)（w / ミス・キティ） vs クリス・ジェリコ●
- サバイバー・シリーズ・エリミネーション・マッチ -4 on 4 Survivor Series Elimination Match-

○トゥー・クール(スコッティ・2・ホッティ&グランマスター・セクセイ&ホーリーズ(ハードコア・ホーリー&クラッシュ・ホーリー) vs エッジ&クリスチャン&ハーディー・ボーイズ(マット・ハーディー&ジェフ・ハーディー)（w / テリー・ラネルズ）●
| 退場順 | スーパースター           | 退場させたスーパースター |
| ------ | ------------------------ | ------------------------ |
| 1      | エッジ                   | ハードコア・ホーリー     |
| 2      | マット・ハーディー       | スコッティ・2・ホッティ  |
| 3      | スコッティ・2・ホッティ  | ジェフ・ハーディー       |
| 4      | ジェフ・ハーディー       | グランマスター・セクセイ |
| 5      | グランマスター・セクセイ | クリスチャン             |
| 6      | クラッシュ・ホーリー     | クリスチャン             |
| 7      | クリスチャン             | ハードコア・ホーリー     |
| 生存者 | ハードコア・ホーリー     |                          |

- WWFタッグ王座戦 -WWF Tag Team Championship-

○ニュー・エイジ・アウトローズ(ミスター・アス&ロード・ドッグ)(c) vs アル・スノー&マンカインド●
- トリプルスレット形式WWF王座戦 -Triple Threat Match for the WWF Championship-

●トリプルH(c) vs ザ・ロック vs ビッグ・ショー○
※当初はオースチンが参加予定だったが、試合前に会場の外で轢き逃げに遭い負傷欠場。それに伴いその代替選手としてビッグショーがサプライズ参戦する事となった。

### 第14回大会（2000年）WWF Survivor Series 2000
- 開催日 : 11月19日
- 開催場所 : フロリダ州タンパのアイス・パレス
- 観客動員数 : 18,602人
- サンデー・ナイト・ヒート・マッチ -Sunday Night HEAT Match-

○バル・ビーナス（w / ライト・トゥ・センサー、エッジ&クリスチャン） vs ジェフ・ハーディー（w / マット・ハーディー、リタ、ダッドリー・ボーイズ）●
- 6人ミックス・タッグ・マッチ -Six Person Mixed Tag Match-

○スティーブ・ブラックマン&クラッシュ・ホーリー&モーリー・ホーリー vs T&A(テスト&アルバート)&トリッシュ・ストラタス●
- サバイバー・シリーズ・エリミネーション・マッチ -4 on 4 Survivor Series Elimination Match-

○ラディカルズ(クリス・ベノワ&ディーン・マレンコ&エディ・ゲレロ&ペリー・サターン)（w / テリー） vs ビリー・ガン&ロード・ドッグ&チャイナ&Kクイック●
| 退場順 | スーパースター                   | 退場させたスーパースター |
| ------ | -------------------------------- | ------------------------ |
| 1      | チャイナ                         | ペリー・サターン         |
| 2      | エディ・ゲレロ                   | ビリー・ガン             |
| 3      | Kクイック                        | クリス・ベノワ           |
| 4      | ロード・ドッグ                   | ペリー・サターン         |
| 5      | ディーン・マレンコ               | ビリー・ガン             |
| 6      | ビリー・ガン                     | クリス・ベノワ           |
| 生存者 | クリス・ベノワ、ペリー・サターン |                          |

- ○ケイン vs クリス・ジェリコ●
- WWFヨーロピアン王座戦 -WWF European Championship-

○ウィリアム・リーガル(c) vs ハードコア・ホーリー●
- ○ザ・ロック vs リキシ●
- WWF女子王座戦 -WWF Women's Championship-

○アイボリー(c) vs リタ●
- WWF王座戦 -WWF Championship-

○カート・アングル(c) vs ジ・アンダーテイカー●
- サバイバー・シリーズ・エリミネーション・マッチ -4 on 4 Survivor Series Elimination Match-

○ダッドリー・ボーイズ(ババ・レイ&ディーボン)&ハーディー・ボーイズ(マット・ハーディー&ジェフ・ハーディー) vs エッジ&クリスチャン&ライト・トゥ・センサー(ブル・ブキャナン&グッドファーザー)●
| 退場順 | スーパースター         | 退場させたスーパースター |
| ------ | ---------------------- | ------------------------ |
| 1      | マット・ハーディー     | エッジ                   |
| 2      | ディーボン・ダッドリー | クリスチャン             |
| 3      | ブル・ブキャナン       | ババ・レイ・ダッドリー   |
| 4      | エッジ                 | ババ・レイ・ダッドリー   |
| 5      | ババ・レイ・ダッドリー | ザ・グッドファーザー     |
| 6      | クリスチャン           | ジェフ・ハーディー       |
| 7      | ザ・グッドファーザー   | ジェフ・ハーディー       |
| 生存者 | ジェフ・ハーディー     |                          |

- ノー・DQ戦 -No Disqualification Match-

△"ストーンコールド" スティーブ・オースチン vs トリプルH△
※試合終盤、HHHは会場の外でもう一度オースチンを車で轢こうと車に乗り込むも、逆にフォークリフトに乗ったオースチンに車ごと吊り上げられ、真っ逆さまに落とされ1年越しの復讐を遂げるも、そのまま放送が終わってしまったので勝敗付かず無効試合扱いとなる。

### 第15回大会（2001年）WWF Survivor Series 2001
- 開催日 : 11月18日
- 開催場所 : ノースカロライナ州グリーンズボロのグリーンズボロ・コロシアム
- 観客動員数 : 10,142人
- 公式大会曲 : パドル・オブ・マッド(Puddle of Mudd) - Control
- サンデー・ナイト・ヒート・マッチ -Sunday Night HEAT Match-

○ランス・ストーム＆ジャスティン・クレディブル＆レイヴェン vs アルバート＆スコッティ・2・ホッティ＆スパイク・ダッドリー●
- WWFヨーロピアン王座戦 -WWF European Championship-

○クリスチャン(c) vs アル・スノー●
- ○ウィリアム・リーガル vs タジリ（w / トリー・ウィルソン）●
- WWFインターコンチネンタル王座＆WCW・US王座統一戦 -WWF Intercontinental Championship and WCW United States Championship Unification Match-

○エッジ（US王者） vs テスト（IC王者）●
- スティール・ケージ・マッチ形式WWF＆WCWタッグ王座統一戦 -WWF and WCW Tag Team Championship Unification Steel Cage Match-

○ダッドリー・ボーイズ（ババ・レイ・ダッドリー＆ディーボン・ダッドリー）（WCWタッグ王者） vs ハーディー・ボーイズ（マット・ハーディー＆ジェフ・ハーディー）（WWFタッグ王者）●
- イミュニティ・バトルロイヤル -Immunity Battle Royal-

優勝者テスト
以下出場者一覧 テスト、ビリー・ガン、ブラッドショー、ファルーク、ランス・ストーム、ビリー・キッドマン、ダイヤモンド・ダラス・ペイジ、アルバート、タズ、ペリー・サターン、レイヴェン、チャック・パルンボ、クラッシュ・ホーリー、ジャスティン・クレディブル、ショーン・スタージャック、スティーブン・リチャーズ、トミー・ドリーマー、ザ・ハリケーン、スパイク・ダッドリー、フナキ
（優勝者のテストは1年間WWFから解雇されない）
- 6ウェイWWF女子王座戦 -Six-Way Match for the WWF Women's Championship-

○トリッシュ・ストラタス vs モーリー・ホーリー vs ジャズ vs リタ vs ジャクリーン vs アイボリー●
トリッシュ・ストラタスが空位となっていたWWF女子王座を獲得
- サバイバー・シリーズ・エリミネーション・マッチ -5 on 5 Survivor Series Elimination Match-

○チーム・WWF（ザ・ロック＆クリス・ジェリコ＆ジ・アンダーテイカー＆ケイン＆ビッグ・ショー） vs チーム・アライアンス（"ストーンコールド" スティーブ・オースチン＆カート・アングル＆ブッカー・T＆ロブ・ヴァン・ダム＆シェイン・マクマホン）●
| 退場順 | スーパースター         | チーム               | 退場させたスーパースター |
| ------ | ---------------------- | -------------------- | ------------------------ |
| 1      | ビッグ・ショー         | チーム・WWF          | シェイン・マクマホン     |
| 2      | シェイン・マクマホン   | チーム・アライアンス | クリス・ジェリコ         |
| 3      | ケイン                 | チーム・WWF          | ロブ・ヴァン・ダム       |
| 4      | ジ・アンダーテイカー   | チーム・WWF          | カート・アングル         |
| 5      | ブッカー・T            | チーム・アライアンス | ザ・ロック               |
| 6      | ロブ・ヴァン・ダム     | チーム・アライアンス | クリス・ジェリコ         |
| 7      | カート・アングル       | チーム・アライアンス | ザ・ロック               |
| 8      | クリス・ジェリコ       | チーム・WWF          | スティーブ・オースチン   |
| 9      | スティーブ・オースチン | チーム・アライアンス | ザ・ロック               |
| 生存者 | ザ・ロック             | チーム・WWF          |                          |

※負けたチームは勝ったチームのオーナーへ株（ビンスの持つWWF株、シェインとステファニーがそれぞれ持つWCWとECW株）を全て譲渡、所属していたスーパースターは一旦全員解雇。

### 第16回大会（2002年）WWE Survivor Series 2002
- 開催日 : 11月17日
- 開催場所 : ニューヨーク州ニューヨークシティのマディソン・スクエア・ガーデン
- 観客動員数 : 17,930人
- 公式大会曲 : サライヴァ(Saliva) - Always
- サンデー・ナイト・ヒート・マッチ -Sunday Night HEAT Match-

○ランス・ストーム＆ウィリアム・リーガル vs ゴールダスト＆ザ・ハリケーン●
- エリミネーション・テーブル・マッチ -Elimination Table Match-

○ジェフ・ハーディー＆ババ・レイ・ダッドリー＆スパイク・ダッドリー vs スリー・ミニッツ・ウォーニング（ロージー＆ジャマール）＆リコ
| 退場順 | スーパースター         | 退場させたスーパースター                                 |
| ------ | ---------------------- | -------------------------------------------------------- |
| 1      | スパイク・ダッドリー   | ロージー＆ジャマール                                     |
| 2      | ロージー               | ジェフ・ハーディー                                       |
| 3      | ジェフ・ハーディー     | ジャマール                                               |
| 4      | ジャマール             | ババ・レイ・ダッドリー                                   |
| 5      | リコ                   | ババ・レイ・ダッドリー（＆ディーボン・ダッドリーの乱入） |
| 生存者 | ババ・レイ・ダッドリー |                                                          |

- WWEクルーザー級王座戦 -WWE Cruiserweight Championship-

●ジェイミー・ノーブル(c)（w / ニディア） vs ビリー・キッドマン○
- ハードコアマッチ形式WWE女子王座戦 -Hardcore Match for the WWE Women's Championship-

●トリッシュ・ストラタス(c) vs ビクトリア○
- WWE王座戦 -WWE Championship-

●ブロック・レスナー(c)（w / ポール・ヘイマン） vs ビッグショー○
- トリプルスレットエリミネーション・マッチ形式WWEタッグ王座戦 -Triple Threat Elimination Match for the WWE Tag Team Championship

●エッジ＆レイ・ミステリオ(c) vs カート・アングル＆クリス・ベノワ vs ロス・ゲレロス（エディ・ゲレロ＆チャボ・ゲレロ）○
| 退場順 | スーパースター   | チーム                           | 退場させたスーパースター |
| ------ | ---------------- | -------------------------------- | ------------------------ |
| 1      | クリス・ベノワ   | カート・アングル＆クリス・ベノワ | エッジ                   |
| 2      | レイ・ミステリオ | エッジ＆レイ・ミステリオ         | エディ・ゲレロ           |
| 勝者   | エディ・ゲレロ   | ロス・ゲレロス                   |                          |

- エリミネーション・チェンバー形式世界ヘビー級王座戦 -Elimination Chamber Match for the World Heavyweight Championship-

●トリプルH(c) vs クリス・ジェリコ vs ケイン vs ブッカー・T vs ロブ・ヴァン・ダム vs ショーン・マイケルズ○
| 退場順 | スーパースター       | 入場順 | 退場させたスーパースター |
| ------ | -------------------- | ------ | ------------------------ |
| 1      | ロブ・ヴァン・ダム   | 1      | ブッカー・T              |
| 2      | ブッカー・T          | 4      | クリス・ジェリコ         |
| 3      | ケイン               | 5      | クリス・ジェリコ         |
| 4      | クリス・ジェリコ     | 3      | ショーン・マイケルズ     |
| 5      | トリプルH            | 2      | ショーン・マイケルズ     |
| 勝者   | ショーン・マイケルズ | 6      |                          |

### 第17回大会（2003年）WWE Survivor Series 2003
- 開催日 : 11月16日
- 開催場所 : テキサス州ダラスのアメリカン・エアラインズ・センター
- 観客動員数 : 13,487人
- 公式大会曲 : リンプ・ビズキット(Limp Bizkit) - Build A Bridge
- サンデー・ナイト・ヒート・マッチ/WWEクルーザー級王座戦 -Sunday Night HEAT Match/WWE Cruiserweight Championship-

○タジリ(c)（w / アキオ＆サコダ） vs ジェイミー・ノーブル●
- サバイバー・シリーズ・エリミネーション・マッチ -5 on 5 Survivor Series Elimination Match-（SmackDown!）

○チーム・アングル（カート・アングル＆クリス・ベノワ＆ジョン・シナ＆ブラッドショー＆ハードコア・ホーリー） vs チーム・レスナー（ブロック・レスナー＆ビッグ・ショー＆ネイサン・ジョーンズ＆マット・モーガン＆A-トレイン）●
| 退場順 | スーパースター               | チーム           | 退場させたスーパースター |
| ------ | ---------------------------- | ---------------- | ------------------------ |
| 1      | ハードコア・ホーリー         | チーム・アングル | 反則による退場           |
| 2      | A-トレイン                   | チーム・レスナー | ブラッドショー           |
| 3      | ブラッドショー               | チーム・アングル | ビッグ・ショー           |
| 4      | マット・モーガン             | チーム・レスナー | カート・アングル         |
| 5      | ネイサン・ジョーンズ         | チーム・レスナー | カート・アングル         |
| 6      | カート・アングル             | チーム・アングル | ブロック・レスナー       |
| 7      | ブロック・レスナー           | チーム・レスナー | クリス・ベノワ           |
| 8      | ビッグ・ショー               | チーム・レスナー | ジョン・シナ             |
| 生存者 | クリス・ベノワ、ジョン・シナ | チーム・アングル |                          |

- WWE女子王座戦 -WWE Women's Championship-（RAW）

○モーリー・ホーリー(c) vs リタ●
- アンビュランス・マッチ -Ambulance Match-（RAW）

○ケイン vs シェイン・マクマホン●
- WWEタッグ王座戦 -WWE Tag Team Championship-（SmackDown!）

○バシャム・ブラザーズ（ダグ・バシャム＆ダニー・バシャム）(c) vs ロス・ゲレロス（エディ・ゲレロ＆チャボ・ゲレロ）●
- サバイバー・シリーズ・エリミネーション・マッチ -5 on 5 Survivor Series Elimination Match-（RAW）オースチンは自軍が負けたらは追放

○チーム・ビショフ（クリス・ジェリコ＆スコット・スタイナー＆クリスチャン＆マーク・ヘンリー＆ランディ・オートン）（w / エリック・ビショフ＆ステイシー・キーブラー＆セオドア・ロング） vs チーム・オースチン（ブッカー・T＆ロブ・ヴァン・ダム＆ショーン・マイケルズ＆ババ・レイ・ダッドリー＆ディーボン・ダッドリー）（w / "ストーンコールド" スティーブ・オースチン）●
| 退場順 | スーパースター         | チーム             | 退場させたスーパースター                 |
| ------ | ---------------------- | ------------------ | ---------------------------------------- |
| 1      | スコット・スタイナー   | チーム・ビショフ   | ブッカー・T                              |
| 2      | ブッカー・T            | チーム・オースチン | マーク・ヘンリー                         |
| 3      | マーク・ヘンリー       | チーム・ビショフ   | ロブ・ヴァン・ダム＆ダッドリー・ボーイズ |
| 4      | ロブ・ヴァン・ダム     | チーム・オースチン | ランディ・オートン                       |
| 5      | ディーボン・ダッドリー | チーム・オースチン | クリス・ジェリコ                         |
| 6      | ババ・レイ・ダッドリー | チーム・オースチン | クリスチャン                             |
| 7      | クリスチャン           | チーム・ビショフ   | ショーン・マイケルズ                     |
| 8      | クリス・ジェリコ       | チーム・ビショフ   | ショーン・マイケルズ                     |
| 9      | ショーン・マイケルズ   | チーム・オースチン | ランディ・オートン                       |
| 生存者 | ランディ・オートン     | チーム・ビショフ   |                                          |

- ベリード・アライブ・マッチ -Buried Alive Match-（SmackDown!）

○ミスター・マクマホン vs ジ・アンダーテイカー●
試合終盤、ケインが乱入しブルドーザーを使ってテイカーを生き埋めにした
- 世界ヘビー級王座戦 -World Heavyweight Championship-（RAW）

○ゴールドバーグ(c) vs トリプルH（w / リック・フレアー）●

### 第18回大会（2004年）WWE Survivor Series 2004
- 開催日 : 11月14日
- 開催場所 : オハイオ州クリーブランドのガンド・アリーナ
- 観客動員数 : 7,500人
- 公式大会曲 : ザ・エクシーズ(The Exies) - Ugly
- サンデー・ナイト・ヒート・マッチ/世界タッグ王座戦 -Sunday Night HEAT Match/World Tag Team Championship-（RAW）

○ラ・レジスタンス（シルヴァン・グラニエ＆ロブ・コンウェイ）(c) vs ザ・ハリケーン＆ロージー●
- フェイタル4ウェイ形式WWEクルーザー級王座戦 -Fatal Four-Way Elimination Match for the WWE Cruiserweight Championship-（SmackDown!）

○スパイク・ダッドリー(c) vs レイ・ミステリオ vs ビリー・キッドマン vs チャボ・ゲレロ●
- WWEインターコンチネンタル王座戦 -WWE Intercontinental Championship-（RAW）

○シェルトン・ベンジャミン(c) vs クリスチャン（w / タイソン・トムコ）●
- サバイバー・シリーズ・エリミネーション・マッチ -4 on 4 Survivor Series Elimination Match-（SmackDown!）

○チーム・ゲレロ（エディ・ゲレロ＆ビッグショー＆ロブ・ヴァン・ダム＆ジョン・シナ） vs チーム・アングル（カート・アングル＆ルーサー・レインズ＆マーク・ジンドラック＆カリート・カリビアン・クール）（w / ヘスース）●
| 退場順 | スーパースター                               | チーム           | 退場させたスーパースター               |
| ------ | -------------------------------------------- | ---------------- | -------------------------------------- |
| 1      | カリート・カリビアン・クール                 | チーム・アングル | ジョン・シナの襲撃を受けて試合前に逃走 |
| 2      | ロブ・ヴァン・ダム                           | チーム・ゲレロ   | カート・アングル                       |
| 3      | マーク・ジンドラック                         | チーム・アングル | エディ・ゲレロ                         |
| 4      | ルーサー・レインズ                           | チーム・アングル | ビッグ・ショー                         |
| 5      | カート・アングル                             | チーム・アングル | ビッグ・ショー                         |
| 生存者 | エディ・ゲレロ、ビッグ・ショー、ジョン・シナ | チーム・ゲレロ   |                                        |

- ○ジ・アンダーテイカー vs ハイデンライク（w / ポール・ヘイマン）●（SmackDown!）
- WWE女子王座戦 -WWE Women's Championship-（RAW）

○トリッシュ・ストラタス(c) vs リタ●
- WWE王座戦 -WWE Championship-（SmackDown!）

○ジョン "ブラッドショー" レイフィールド(c)（w / オーランド・ジョーダン） vs ブッカー・T●
- サバイバー・シリーズ・エリミネーション・マッチ -4 on 4 Survivor Series Elimination Match-（RAW）

○チーム・オートン（ランディ・オートン＆クリス・ベノワ＆クリス・ジェリコ＆メイヴェン） vs チーム・トリプルH（トリプルH＆バティスタ＆エッジ＆ジーン・スニツキー）（w / リック・フレアー）●
| 退場順 | スーパースター     | チーム            | 退場させたスーパースター |
| ------ | ------------------ | ----------------- | ------------------------ |
| 1      | クリス・ベノワ     | チーム・オートン  | エッジ                   |
| 2      | バティスタ         | チーム・トリプルH | クリス・ジェリコ         |
| 3      | ジーン・スニツキー | チーム・トリプルH | 反則による退場           |
| 4      | メイヴェン         | チーム・オートン  | トリプルH                |
| 5      | クリス・ジェリコ   | チーム・オートン  | エッジ                   |
| 6      | エッジ             | チーム・トリプルH | ランディ・オートン       |
| 7      | トリプルH          | チーム・トリプルH | ランディ・オートン       |
| 生存者 | ランディ・オートン | チーム・オートン  |                          |

### 第19回大会（2005年）WWE Survivor Series 2005
- 開催日 : 11月27日
- 開催場所 : ミシガン州デトロイトのジョー・ルイス・アリーナ
- 観客動員数 : 15,000人
- 公式大会曲 : P.O.D. - Lights Out
- ダーク・マッチ -Dark Match-（SmackDown!）

○フベントゥ・ゲレーラ（w / シコシス＆スーパー・クレイジー） vs サイモン・ディーン●
- WWE・US王座7番勝負第1戦 -Best of Seven Series Match, Match #1 for the WWE United States Championship-（SmackDown!）

○ブッカー・T（w / シャメール） vs クリス・ベノワ●
- WWE女子王座戦 -WWE Women's Championship-（RAW＆SmackDown!）

○トリッシュ・ストラタス(c)（w / ミッキー・ジェームス）（RAW） vs メリーナ（w / ジョニー・ナイトロ＆ジョイ・マーキュリー）（SmackDown!）●
- ラストマン・スタンディング・マッチ -Last Man Standing Match-（RAW）

○トリプルH vs リック・フレアー●
- WWE王座戦 -WWE Championship- 特別レフェリー デバリ（RAW）

○ジョン・シナ(c) vs カート・アングル●
- ○セオドア・ロング（w / パーマー・キャノン）（SmackDown!） vs エリック・ビショフ（RAW）●（RAW＆SmackDown!）
- サバイバー・シリーズ・エリミネーション・マッチ -5 on 5 Survivor Series Elimination Match-（RAW＆SmackDown!）

○チーム・SmackDown!（バティスタ＆ジョン "ブラッドショー" レイフィールド＆ランディ・オートン＆レイ・ミステリオ＆ボビー・ラシュリー）（w / "カウボーイ"・ボブ・オートン＆ジリアン） vs チーム・RAW（ショーン・マイケルズ＆ビッグ・ショー＆ケイン＆カリート＆クリス・マスターズ）●
| 退場順 | スーパースター       | チーム           | 退場させたスーパースター |
| ------ | -------------------- | ---------------- | ------------------------ |
| 1      | ボビー・ラシュリー   | チームSmackDown! | ショーン・マイケルズ     |
| 2      | ケイン               | チームRAW        | バティスタ               |
| 3      | バティスタ           | チームSmackDown! | ビッグ・ショー           |
| 4      | ビッグ・ショー       | チームRAW        | レイ・ミステリオ         |
| 5      | カリート             | チームRAW        | JBL                      |
| 6      | クリス・マスターズ   | チームRAW        | レイ・ミステリオ         |
| 7      | レイ・ミステリオ     | チームSmackDown! | ショーン・マイケルズ     |
| 8      | JBL                  | チームSmackDown! | ショーン・マイケルズ     |
| 9      | ショーン・マイケルズ | チームRAW        | ランディ・オートン       |
| 生存者 | ランディ・オートン   | チームSmackDown! |                          |

### 第20回大会（2006年）WWE Survivor Series 2006
- 開催日 : 11月26日
- 開催場所 : ペンシルベニア州フィラデルフィアのワコビア・センター
- 観客動員数 : 17,893人
- 公式大会曲 : ヘイズン・ストリート (Hazen Street) - Are You Ready?
- サバイバー・シリーズ・エリミネーション・マッチ -4 on 4 Survivor Series Elimination Match-（RAW）

○チーム・WWEレジェンズ（リック・フレアー＆ダスティ・ローデス＆サージェント・スローター＆ロン・シモンズ）（w / アーン・アンダーソン） vs チーム・スピリット・スクワッド（ケニー＆ジョニー＆ニッキー＆マイキー）（w / ミッチ）●
| 退場順 | スーパースター           | チーム                         | 退場させたスーパースター |
| ------ | ------------------------ | ------------------------------ | ------------------------ |
| 1      | ロン・シモンズ           | チーム・WWEレジェンズ          | リングアウト             |
| 2      | サージェント・スローター | チーム・WWEレジェンズ          | ニッキー                 |
| 3      | ニッキー                 | チーム・スピリット・スクワッド | ダスティ・ローデス       |
| 4      | ダスティ・ローデス       | チーム・WWEレジェンズ          | ケニー                   |
| 5      | マイキー                 | チーム・スピリット・スクワッド | リック・フレアー         |
| 6      | ケニー                   | チーム・スピリット・スクワッド | リック・フレアー         |
| 7      | ジョニー                 | チーム・スピリット・スクワッド | リック・フレアー         |
| 生存者 | リック・フレアー         | チーム・WWEレジェンズ          |                          |

- WWE・US王座戦 -WWE United States Championship-（SmackDowm!）

○クリス・ベノワ(c) vs チャボ・ゲレロ（w / ヴィッキー・ゲレロ）●
- WWE女子王座戦 -WWE Women's Championship-（RAW）

●リタ(c) vs ミッキー・ジェームス○
- サバイバー・シリーズ・エリミネーション・マッチ -5 on 5 Survivor Series Elimination Match-（RAW＆SmackDown!＆ECW）

○チーム・DX（トリプルH（RAW）＆ショーン・マイケルズ（RAW）＆CMパンク（ECW）＆マット・ハーディー（SmackDown!）＆ジェフ・ハーディー（RAW）） vs チーム・レイティッド・RKO（エッジ（RAW）＆ランディ・オートン（RAW）＆ジョニー・ナイトロ（RAW）＆マイク・ノックス（ECW）＆グレゴリー・ヘルムズ（SmackDown!））（w / メリーナ（RAW）＆ケリー・ケリー（ECW））●
| 退場順 | スーパースター                                                                     | チーム                    | 退場させたスーパースター |
| ------ | ---------------------------------------------------------------------------------- | ------------------------- | ------------------------ |
| 1      | マイク・ノックス                                                                   | チーム・レイティッド・RKO | ショーン・マイケルズ     |
| 2      | ジョニー・ナイトロ                                                                 | チーム・レイティッド・RKO | CMパンク                 |
| 3      | グレゴリー・ヘルムズ                                                               | チーム・レイティッド・RKO | マット・ハーディー       |
| 4      | エッジ                                                                             | チーム・レイティッド・RKO | ショーン・マイケルズ     |
| 5      | ランディ・オートン                                                                 | チーム・レイティッド・RKO | トリプルH                |
| 生存者 | トリプルH、ショーン・マイケルズ、CMパンク、 マット・ハーディー、ジェフ・ハーディー | チーム・DX                |                          |

- ファースト・ブラッド・マッチ -First Blood Match-（SmackDowm!）

○Mr.ケネディ vs ジ・アンダーテイカー●
乱入してきたMVPの持ち出したスティール・チェアーがテイカーに誤爆して出血
- サバイバー・シリーズ・エリミネーション・マッチ -5 on 5 Survivor Series Elimination Match-（RAW＆SmackDown!＆ECW）

○チーム・シナ（ジョン・シナ（RAW）＆ケイン（SmackDown!）＆ボビー・ラシュリー（SmackDown!）＆サブゥー（ECW）＆ロブ・ヴァン・ダム（ECW）） vs チーム・ビッグ・ショー（ビッグ・ショー（ECW）＆テスト（ECW）＆MVP（SmackDown!）＆フィンレー（SmackDown!）＆ウマガ（RAW））●
| 退場順 | スーパースター                   | チーム                 | 退場させたスーパースター |
| ------ | -------------------------------- | ---------------------- | ------------------------ |
| 1      | ウマガ                           | チーム・ビッグ・ショー | 反則による退場           |
| 2      | MVP                              | チーム・ビッグ・ショー | ロブ・ヴァン・ダム       |
| 3      | ロブ・ヴァン・ダム               | チーム・シナ           | テスト                   |
| 4      | テスト                           | チーム・ビッグ・ショー | サブゥー                 |
| 5      | サブゥー                         | チーム・シナ           | ビッグ・ショー           |
| 6      | ケイン                           | チーム・シナ           | ビッグ・ショー           |
| 7      | フィンレー                       | チーム・ビッグ・ショー | ボビー・ラシュリー       |
| 8      | ビッグ・ショー                   | チーム・ビッグ・ショー | ジョン・シナ             |
| 生存者 | ジョン・シナ、ボビー・ラシュリー | チーム・シナ           |                          |

- 世界ヘビー級王座戦 -World Heavyweight Championship-（SmackDowm!）

●キング・ブッカー(c)（w / クイーン・シャメール） vs バティスタ○
キング・ブッカーの反則負け、リングアウト負けでも王座は移動というルール

### 第21回大会（2007年）WWE Survivor Series 2007
- 開催日 : 11月18日
- 開催場所 : フロリダ州マイアミのアメリカン・エアラインズ・アリーナ
- 観客動員数 : 12,000人
- 公式大会曲 : ザ・ハイヴス (The Hives) - Tick Tick Boom
- トリプルスレットマッチ形式ECW王座戦 -Triple Threat Match for the ECW Championship-

○CMパンク(c) vs ザ・ミズ vs ジョン・モリソン●
- 10ディーヴァ・タッグ・マッチ -10 Divas Tag Team Match-

○ミッキー・ジェームス＆マリア＆トリー・ウィルソン＆ミシェル・マクール＆ケリー・ケリー vs ベス・フェニックス＆ジリアン・ホール＆メリーナ＆ビクトリア＆レイラ●
- 世界タッグ王座戦 -World Tag-Team Championship-

○ランス・ケイド＆トレバー・マードック(c) vs コーディー・ローデス＆ハードコア・ホーリー●
- サバイバー・シリーズ・エリミネーション・マッチ -4 on 5 Survivor Series Elimination Match-

○チーム・トリプルH(トリプルH＆ジェフ・ハーディー＆レイ・ミステリオ＆ケイン) vs チーム・ウマガ(ウマガ＆Mr.ケネディ＆MVP＆フィンレー＆ビッグ・ダディ・V)●
| 退場順 | スーパースター                | チーム            | 退場させたスーパースター |
| ------ | ----------------------------- | ----------------- | ------------------------ |
| 1      | ケイン                        | チーム・トリプルH | ビッグ・ダディ・V        |
| 2      | レイ・ミステリオ              | チーム・トリプルH | ウマガ                   |
| 3      | MVP                           | チーム・ウマガ    | ジェフ・ハーディー       |
| 4      | Mr.ケネディ                   | チーム・ウマガ    | トリプルH                |
| 5      | ビッグ・ダディ・V             | チーム・ウマガ    | トリプルH                |
| 6      | フィンレー                    | チーム・ウマガ    | トリプルH                |
| 7      | ウマガ                        | チーム・ウマガ    | ジェフ・ハーディー       |
| 生存者 | トリプルH＆ジェフ・ハーディー | チーム・トリプルH |                          |

- ○グレート・カリ vs ホーンスワグル●
- WWE王座戦 -WWE Championship-

○ランディ・オートン(c) vs ショーン・マイケルズ●
- ヘル・イン・ア・セル形式世界ヘビー級王座戦 - Hell in a Cell Match for the World Heavyweight Championship-

○バティスタ(c) vs ジ・アンダーテイカー●

### 第22回大会（2008年）WWE Survivor Series 2008
- 開催日 : 11月23日
- 開催場所 : マサチューセッツ州ボストンのTDバンクノースガーデン
- 観客動員数 : 14,500人
- 公式大会曲 : AC/DC - Spoilin' for a Fight
- ダーク・マッチ -Dark Match-

○ザ・ブライアン・ケンドリック vs カン・フー・ナキ●
- サバイバー・シリーズ・エリミネーション・マッチ -5 on 5 Survivor Series Elimination Match-

○チームHBK（ショーン・マイケルズ、レイ・ミステリオ、JTG、シャド、ザ・グレート・カリ）（w / ランジン・シン） vs チームJBL（ジョン "ブラッドショー" レイフィールド、ケイン、MVP、ジョン・モリソン、ザ・ミズ）●
| 退場順 | スーパースター                                         | チーム    | 退場させたスーパースター |
| ------ | ------------------------------------------------------ | --------- | ------------------------ |
| 1      | JTG                                                    | チームHBK | MVP                      |
| 2      | MVP                                                    | チームJBL | グレート・カリ           |
| 3      | ケイン                                                 | チームJBL | レイ・ミステリオ         |
| 4      | シャド                                                 | チームHBK | ザ・ミズ                 |
| 5      | ザ・ミズ                                               | チームJBL | レイ・ミステリオ         |
| 6      | JBL                                                    | チームJBL | カウントアウト           |
| 7      | ジョン・モリソン                                       | チームJBL | ショーン・マイケルズ     |
| 生存者 | ショーン・マイケルズ、レイ・ミステリオ、グレート・カリ | チームHBK |                          |

- SmackDown vs Raw ディーヴァ・サバイバー・シリーズ・エリミネーション・マッチ -SmackDown vs. Raw Divas Survivor Series Elimination Match-

○チームRAW（ベス・フェニックス、ミッキー・ジェームス、ケリー・ケリー、キャンディス・ミシェル、ジリアン） vs チームSmackDown（ミシェル・マクール、ビクトリア、マリース、マリア、ナタリヤ）●
| 退場順 | スーパースター         | チーム          | 退場させたスーパースター |
| ------ | ---------------------- | --------------- | ------------------------ |
| 1      | ビクトリア             | チームSmackDown | ケリー・ケリー           |
| 2      | ケリー・ケリー         | チームRAW       | マリース                 |
| 3      | ミシェル・マクール     | チームSmackDown | ミッキー・ジェームス     |
| 4      | ミッキー・ジェームス   | チームRAW       | マリース                 |
| 5      | ナタリヤ               | チームSmackDown | キャンディス・ミシェル   |
| 6      | ジリアン               | チームRAW       | マリア                   |
| 7      | マリア                 | チームSmackDown | キャンディス・ミシェル   |
| 8      | キャンディス・ミシェル | チームRAW       | マリース                 |
| 9      | マリース               | チームSmackDown | ベス・フェニックス       |
| 生存者 | ベス・フェニックス     | チームRAW       |                          |

- 棺桶マッチ -Casket Match-

○ジ・アンダーテイカー vs ビッグショー●
- サバイバー・シリーズ・エリミネーション・マッチ -5 on 5 Survivor Series Elimination Match-

○チーム・オートン（ランディ・オートン、シェルトン・ベンジャミン、ウィリアム・リーガル、マーク・ヘンリー、コーディ・ローデス）（w / マヌ） vs チーム・バティスタ（バティスタ、CMパンク、コフィ・キングストン、マット・ハーディー、Rトゥルース）●
| 退場順 | スーパースター                         | チーム             | 退場させたスーパースター |
| ------ | -------------------------------------- | ------------------ | ------------------------ |
| 1      | ウィリアム・リーガル                   | チーム・オートン   | CMパンク                 |
| 2      | Rトゥルース                            | チーム・バティスタ | シェルトン・ベンジャミン |
| 3      | コフィ・キングストン                   | チーム・バティスタ | ランディ・オートン       |
| 4      | CMパンク                               | チーム・バティスタ | コーディ・ローデス       |
| 5      | マット・ハーディー                     | チーム・バティスタ | マーク・ヘンリー         |
| 6      | マーク・ヘンリー                       | チーム・オートン   | バティスタ               |
| 7      | シェルトン・ベンジャミン               | チーム・オートン   | バティスタ               |
| 8      | バティスタ                             | チーム・バティスタ | ランディ・オートン       |
| 生存者 | ランディ・オートン、コーディ・ローデス | チーム・オートン   |                          |

- トリプルスレット形式WWE王座戦 -Triple Threat Match for the WWE Championship-

●トリプルH(c) vs ウラジミール・コズロフ vs エッジ○
- 当初はトリプルH vs コズロフ vs ジェフ・ハーディーのトリプルスレット形式であったが、ジェフの欠場により残り2人のシングルマッチとして開始されるも、試合途中でエッジが登場し、ヴィッキー・ゲレロGMによりエッジを加えたトリプルスレット形式への変更が宣言される。ジェフは試合終盤に乱入して三者を攻撃するが、試合には参加していない。

- 世界ヘビー級王座戦 -World Heavyweight Championship-

●クリス・ジェリコ(c) vs ジョン・シナ○

### 第23回大会（2009年）WWE Survivor Series 2009
- 開催日 : 11月22日
- 開催場所 : ワシントンD.C.のベライゾン・センター
- 観客動員数 :12,500人
- 公式大会曲 : Art of Dying - Get Thru This
- ダーク・マッチ -Dark Match-

○サンティーノ・マレラ vs チャボ・ゲレロ●
- サバイバー・シリーズ・エリミネーション・マッチ -5 on 5 Survivor Series Elimination Match-

○チーム・ミズ（ザ・ミズ、ドリュー・マッキンタイア、シェイマス、ドルフ・ジグラー、ジャック・スワガー） vs チーム・モリソン（ジョン・モリソン、マット・ハーディー、エヴァン・ボーン、シェルトン・ベンジャミン、フィンレー）●
| 退場順 | スーパースター                       | チーム           | 退場させたスーパースター |
| ------ | ------------------------------------ | ---------------- | ------------------------ |
| 1      | ドルフ・ジグラー                     | チーム・ミズ     | エヴァン・ボーン         |
| 2      | エヴァン・ボーン                     | チーム・モリソン | ドリュー・マッキンタイア |
| 3      | フィンレー                           | チーム・モリソン | シェイマス               |
| 4      | ジャック・スワガー                   | チーム・ミズ     | ジョン・モリソン         |
| 5      | シェルトン・ベンジャミン             | チーム・モリソン | ザ・ミズ                 |
| 6      | マット・ハーディー                   | チーム・モリソン | ドリュー・マッキンタイア |
| 7      | ジョン・モリソン                     | チーム・モリソン | シェイマス               |
| 生存者 | ザ・ミズ、シェイマス、マッキンタイア | チーム・ミズ     |                          |

- ○バティスタ vs レイ・ミステリオ●
- サバイバー・シリーズ・エリミネーション・マッチ -5 on 5 Survivor Series Elimination Match-

○チーム・キングストン（コフィ・キングストン、MVP、マーク・ヘンリー、Rトゥルース、クリスチャン） vs チーム・オートン（ランディ・オートン、コーディ・ローデス、テッド・デビアス、CMパンク、ウィリアム・リーガル）●
| 退場順 | スーパースター       | チーム               | 退場させたスーパースター |
| ------ | -------------------- | -------------------- | ------------------------ |
| 1      | マーク・ヘンリー     | チーム・キングストン | ランディ・オートン       |
| 2      | Rトゥルース          | チーム・キングストン | CMパンク                 |
| 3      | テッド・デビアス     | チーム・オートン     | クリスチャン             |
| 4      | ウィリアム・リーガル | チーム・オートン     | MVP                      |
| 5      | MVP                  | チーム・キングストン | コーディ・ローデス       |
| 6      | コーディ・ローデス   | チーム・オートン     | クリスチャン             |
| 7      | クリスチャン         | チーム・キングストン | ランディ・オートン       |
| 8      | CMパンク             | チーム・オートン     | コフィ・キングストン     |
| 9      | ランディ・オートン   | チーム・オートン     | コフィ・キングストン     |
| 生存者 | コフィ・キングストン | チーム・キングストン |                          |

- トリプルスレット形式世界ヘビー級王座戦 -Triple Threat Match for the World Heavyweight Championship-

○ジ・アンダーテイカー(c) vs クリス・ジェリコ vs ビッグ・ショー●
- サバイバー・シリーズ・エリミネーション・マッチ -5 on 5 Survivor Series Elimination Match-

○チーム・ミッキー（ミッキー・ジェームス、イヴ・トーレス、ケリー・ケリー、メリーナ、ゲイル・キム） vs チーム・ミシェル（ミシェル・マクール、ジリアン・ホール、ベス・フェニックス、レイラ、アリシア・フォックス）●
| 退場順 | スーパースター       | チーム           | 退場させたスーパースター |
| ------ | -------------------- | ---------------- | ------------------------ |
| 1      | レイラ               | チーム・ミシェル | ケリー・ケリー           |
| 2      | ゲイル・キム         | チーム・ミッキー | ミシェル・マクール       |
| 3      | ジリアン・ホール     | チーム・ミシェル | イヴ・トーレス           |
| 4      | イヴ・トーレス       | チーム・ミッキー | ベス・フェニックス       |
| 5      | ケリー・ケリー       | チーム・ミッキー | ベス・フェニックス       |
| 6      | ベス・フェニックス   | チーム・ミシェル | ミッキー・ジェームス     |
| 7      | アリシア・フォックス | チーム・ミシェル | ミッキー・ジェームス     |
| 8      | ミシェル・マクール   | チーム・ミシェル | メリーナ                 |
| 生存者 | ミッキー、メリーナ   | チーム・ミッキー |                          |

- トリプルスレット形式WWE王座戦 -Triple Threat Match for the WWE Championship-

○ジョン・シナ(c) vs ショーン・マイケルズ vs トリプルH●

### 第24回大会（2010年）WWE Survivor Series 2010
- 開催日 : 11月21日
- 開催場所 : フロリダ州マイアミのアメリカン・エアラインズ・アリーナ
- 観客動員数 : 8,000人
- 公式大会曲 : Hail the Villain - Runaway
- ダーク・マッチ -Dark Match-

○Rトゥルース(w / イヴ・トーレス) vs ザック・ライダー●
- ユナイテッドステイツ王座戦 -WWE United States Championship-

○ダニエル・ブライアン(c) vs テッド・デビアス(w / マリース)●
- ○ジョン・モリソン vs シェイマス●
- インターコンチネンタル王座戦 - WWE Intercontinental Championship-

○ドルフ・ジグラー(c)(w / ヴィッキー・ゲレロ) vs カヴァル●
- サバイバー・シリーズ・エリミネーション・マッチ -5 on 5 Survivor Series Elimination Match-

○チーム・ミステリオ(レイ・ミステリオ&ビッグ・ショー&コフィ・キングストン&MVP&クリス・マスターズ) vs チーム・デル・リオ(アルベルト・デル・リオ&ジャック・スワガー&コーディ・ローデス&ドリュー・マッキンタイア&タイラー・レックス)●
| 退場順 | スーパースター                   | チーム             | 退場させたスーパースター |
| ------ | -------------------------------- | ------------------ | ------------------------ |
| 1      | MVP                              | チーム・ミステリオ | ドリュー・マッキンタイア |
| 2      | クリス・マスターズ               | チーム・ミステリオ | アルベルト・デル・リオ   |
| 3      | アルベルト・デル・リオ           | チーム・デル・リオ | ビッグ・ショー           |
| 4      | コーディ・ローデス               | チーム・デル・リオ | ビッグ・ショー           |
| 5      | タイラー・レックス               | チーム・デル・リオ | コフィ・キングストン     |
| 6      | コフィ・キングストン             | チーム・ミステリオ | ジャック・スワガー       |
| 7      | ジャック・スワガー               | チーム・デル・リオ | レイ・ミステリオ         |
| 8      | ドリュー・マッキンタイア         | チーム・デル・リオ | ビッグ・ショー           |
| 生存者 | レイ・ミステリオ、ビッグ・ショー | チーム・ミステリオ |                          |

- ハンディキャップマッチ形式ディーヴァズ王座戦 -2-on-1 Handicap Match for the WWE Divas Championship-

●レイ・クール(ミシェル・マクール&レイラ)(c) vs ナタリヤ○
- 世界ヘビー級王座戦 -World Heavyweight Championship-

△ケイン(c) vs エッジ△
ダブルフォールにより引き分け、王座防衛
- WWEタッグ王座 -WWE Tag Team Championship-

○ネクサス(ジャスティン・ガブリエル&ヒース・スレイター)(c) vs サンティーノ・マレラ&ウラジミール・コズロフ●
- WWE王座戦 -WWE Championship-スペシャル・レフェリー:ジョン・シナ

○ランディ・オートン(c) vs ウェイド・バレット●
シナはオートンが王座を防衛すればWWEを解雇され、バレットが王座を奪取すればネクサスから解放される。

### 第25回大会（2011年）WWE Survivor Series 2011
- 開催日 : 11月20日
- 開催場所 : ニューヨーク州ニューヨークシティのマディソン・スクエア・ガーデン
- 観客動員数 : 16,749人
- 公式大会曲 : Flo Rida - Good Feeling
- ダーク・マッチ -Dark Match-

○サンティーノ・マレラ vs ジンダー・マハル●
- ユナイテッドステイツ王座戦 -WWE United States Championship-

○ドルフ・ジグラー(c) （w / ヴィッキー・ゲレロ） vs ジョン・モリソン●
- ランバージル形式ディーヴァズ王座戦 -Lumberjill Match for WWE Divas Championship-

○ベス・フェニックス(c) vs イヴ・トーレス●
- サバイバー・シリーズ・エリミネーション・マッチ -5 on 5 Survivor Series Elimination Match-

○チーム・バレット(ウェイド・バレット&コーディ・ローデス&フニコ&ドルフ・ジグラー&ジャック・スワガー) vs チーム・オートン(ランディ・オートン&シェイマス&シン・カラ&コフィ・キングストン&メイソン・ライアン)●
| 退場順 | スーパースター                         | チーム           | 退場させたスーパースター |
| ------ | -------------------------------------- | ---------------- | ------------------------ |
| 1      | ドルフ・ジグラー                       | チーム・バレット | ランディ・オートン       |
| 2      | シン・カラ                             | チーム・オートン | 負傷による退場           |
| 3      | メイソン・ライアン                     | チーム・オートン | コーディ・ローデス       |
| 4      | コフィ・キングストン                   | チーム・オートン | ウェイド・バレット       |
| 5      | シェイマス                             | チーム・オートン | 反則による退場           |
| 6      | ジャック・スワガー                     | チーム・バレット | ランディ・オートン       |
| 7      | フニコ                                 | チーム・バレット | ランディ・オートン       |
| 8      | ランディ・オートン                     | チーム・オートン | ウェイド・バレット       |
| 生存者 | ウェイド・バレット、コーディ・ローデス | チーム・バレット |                          |

- 世界ヘビー級王座戦 -World Heavyweight Championship-

●マーク・ヘンリー(c) vs ビッグ・ショー○
反則勝ちのため王座移動なし。
- WWE王座戦 -WWE Championship-

●アルベルト・デル・リオ(c)(w / リカルド・ロドリゲス) vs CMパンク○
- ○ジョン・シナ&ザ・ロック vs オーサム・トゥルース(ザ・ミズ&Rトゥルース)●

### 第26回大会（2012年）WWE Survivor Series 2012
- 開催日 : 11月18日
- 開催場所 : インディアナ州インディアナポリスのバンカーズ・ライフ・フィールドハウス
- 観客動員数 : 8,500人
- 公式大会曲 : Outasight - Now or Never
- ダーク・マッチ -Dark Match-

○3MB(ヒース・スレイター&ジンダー・マハル)(w / ドリュー・マッキンタイア) vs コブロ(サンティーノ・マレラ&ザック・ライダー)●
- サバイバー・シリーズ・エリミネーション・マッチ -5 on 5 Survivor Series Elimination Match-

○チーム・ミステリオ(ブローダス・クレイ&ジャスティン・ガブリエル&タイソン・キッド&シン・カラ&レイ・ミステリオ)(w / キャメロン&ナオミ) vs チーム・プライムタイム・プレイヤーズ(テンサイ&プリモ&エピコ&プライムタイム・プレイヤーズ(タイタス・オニール&ダレン・ヤング))(w / ローザ・メンデス)●
| 退場順 | スーパースター                                                            | チーム                               | 退場させたスーパースター |
| ------ | ------------------------------------------------------------------------- | ------------------------------------ | ------------------------ |
| 1      | ブローダス・クレイ                                                        | チーム・ミステリオ                   | テンサイ                 |
| 2      | タイタス・オニール                                                        | チーム・プライムタイム・プレイヤーズ | ジャスティン・ガブリエル |
| 3      | エピコ                                                                    | チーム・プライムタイム・プレイヤーズ | タイソン・キッド         |
| 4      | テンサイ                                                                  | チーム・プライムタイム・プレイヤーズ | タイソン・キッド         |
| 5      | プリモ                                                                    | チーム・プライムタイム・プレイヤーズ | レイ・ミステリオ         |
| 6      | ダレン・ヤング                                                            | チーム・プライムタイム・プレイヤーズ | レイ・ミステリオ         |
| 生存者 | レイ・ミステリオ、シン・カラ、 タイソン・キッド、ジャスティン・ガブリエル | チーム・ミステリオ                   |                          |

- ディーヴァズ王座戦 -WWE Divas Championship-

○イヴ・トーレス(c) vs ケイトリン●
- ユナイテッドステイツ王座戦 -WWE United States Championship-

○アントニオ・セザーロ(c) vs Rトゥルース●
- 世界ヘビー級王座戦 -World Heavyweight Championship-

●ビッグ・ショー(c) vs シェイマス○
反則勝ちのため王座移動なし。
- サバイバー・シリーズ・エリミネーション・マッチ -5 on 5 Survivor Series Elimination Match-

○チーム・ジグラー(ドルフ・ジグラー&ダミアン・サンドウ&デビッド・オタンガ&ウェイド・バレット&アルベルト・デル・リオ)(w / リカルド・ロドリゲス) vs チーム・フォーリー(ザ・ミズ&コフィ・キングストン&チーム・ヘル・ノー(ダニエル・ブライアン&ケイン)&ランディ・オートン)(w / ミック・フォーリー)●
| 退場順 | スーパースター         | チーム             | 退場させたスーパースター |
| ------ | ---------------------- | ------------------ | ------------------------ |
| 1      | ダミアン・サンドウ     | チーム・ジグラー   | ケイン                   |
| 2      | ケイン                 | チーム・フォーリー | ドルフ・ジグラー         |
| 3      | デビッド・オタンガ     | チーム・ジグラー   | ダニエル・ブライアン     |
| 4      | コフィ・キングストン   | チーム・フォーリー | ウェイド・バレット       |
| 5      | ダニエル・ブライアン   | チーム・フォーリー | アルベルト・デル・リオ   |
| 6      | ウェイド・バレット     | チーム・ジグラー   | ザ・ミズ                 |
| 7      | ザ・ミズ               | チーム・フォーリー | アルベルト・デル・リオ   |
| 8      | アルベルト・デル・リオ | チーム・ジグラー   | ランディ・オートン       |
| 9      | ランディ・オートン     | チーム・フォーリー | ドルフ・ジグラー         |
| 生存者 | ドルフ・ジグラー       | チーム・ジグラー   |                          |

- トリプルスレット・WWE王座戦 -Triple Threat Match for the WWE Championship-

○CMパンク(c)(w / ポール・ヘイマン) vs ライバック vs ジョン・シナ●
終盤にセス・ロリンズ、ディーン・アンブローズ、ロマン・レインズの三人が試合に乱入、パンクが機に乗じて王座を防衛。

### 第27回大会（2013年）WWE Survivor Series 2013
- 開催日 : 11月24日
- 開催場所 : マサチューセッツ州ボストンのTDガーデン
- 観客動員数 : 18,187人
- 公式大会曲 : フロー・ライダー - "How I Feel"
- キックオフショー枠 -Survivor Series Kickoff-

○ザ・ミズ vs コフィ・キングストン●
- サバイバー・シリーズ・エリミネーション・マッチ -5 on 5 Survivor Series Elimination Match-

○ザ・シールド(セス・ロリンズ&ディーン・アンブローズ&ロマン・レインズ)&ザ・リアル・アメリカンズ（ジャック・スワガー&アントニオ・セザーロ）(w/ゼブ・コルター) vs コーディ・ローデス&ゴールダスト&ウーソズ（ジミー・ウーソ&ジェイ・ウーソ）&レイ・ミステリオ●
| 退場順 | スーパースター         | チーム                                    | 退場させたスーパースター |
| ------ | ---------------------- | ----------------------------------------- | ------------------------ |
| 1      | ディーン・アンブローズ | シールド/リアル・アメリカンズ             | コーディ・ローデス       |
| 2      | ジャック・スワガー     | シールド/リアル・アメリカンズ             | ジミー・ウーソ           |
| 3      | アントニオ・セザーロ   | シールド/リアル・アメリカンズ             | コーディ・ローデス       |
| 4      | ジミー・ウーソ         | ミステリオ/ウーソズ/ローデス/ゴールダスト | ロマン・レインズ         |
| 5      | コーディ・ローデス     | ミステリオ/ウーソズ/ローデス/ゴールダスト | ロマン・レインズ         |
| 6      | ジェイ・ウーソ         | ミステリオ/ウーソズ/ローデス/ゴールダスト | セス・ロリンズ           |
| 7      | セス・ロリンズ         | シールド/リアル・アメリカンズ             | レイ・ミステリオ         |
| 8      | ゴールダスト           | ミステリオ/ウーソズ/ローデス/ゴールダスト | ロマン・レインズ         |
| 9      | レイ・ミステリオ       | ミステリオ/ウーソズ/ローデス/ゴールダスト | ロマン・レインズ         |
| 生存者 | ロマン・レインズ       | シールド/リアル・アメリカンズ             |                          |

- インターコンチネンタル王座戦 -WWE Intercontinental Championship-

○ビッグ・E・ラングストン(c) vs カーティス・アクセル●
- サバイバー・シリーズ・エリミネーション・マッチ -7 on 7 Survivor Series Elimination Match-

○チーム・トータル・ディーヴァズ(ナタリヤ&ベラ・ツインズ&ファンカダクタイルズ(ナオミ&キャメロン)&エヴァ・マリー&ジョジョ) vs チーム・トゥルー・ディーヴァズ(AJ・リー&タミーナ・スヌーカ&ケイトリン&アリシア・フォックス&ローザ・メンデス&アクサナ&サマー・レイ)●
| 退場順 | スーパースター           | チーム                         | 退場させたスーパースター |
| ------ | ------------------------ | ------------------------------ | ------------------------ |
| 1      | アリシア・フォックス     | チーム・トゥルー・ディーヴァズ | ナオミ                   |
| 2      | キャメロン               | チーム・トータル・ディーヴァズ | ローザ・メンデス         |
| 3      | ローザ・メンデス         | チーム・トゥルー・ディーヴァズ | ニッキー・ベラ           |
| 4      | サマー・レイ             | チーム・トゥルー・ディーヴァズ | ニッキー・ベラ           |
| 5      | エヴァ・マリー           | チーム・トータル・ディーヴァズ | ケイトリン               |
| 6      | ナオミ                   | チーム・トータル・ディーヴァズ | ケイトリン               |
| 7      | ケイトリン               | チーム・トゥルー・ディーヴァズ | ブリー・ベラ             |
| 8      | ブリー・ベラ             | チーム・トータル・ディーヴァズ | アクサナ                 |
| 9      | アクサナ                 | チーム・トゥルー・ディーヴァズ | ニッキー・ベラ           |
| 10     | ジョジョ                 | チーム・トータル・ディーヴァズ | AJ・リー                 |
| 11     | タミーナ・スヌーカ       | チーム・トゥルー・ディーヴァズ | ナタリヤ                 |
| 12     | AJ・リー                 | チーム・トゥルー・ディーヴァズ | ナタリヤ                 |
| 生存者 | ナタリヤ、ニッキー・ベラ | チーム・トータル・ディーヴァズ |                          |

- ○マーク・ヘンリー vs ライバック●
- 世界ヘビー級王座戦 -World Heavyweight Championship-

○ジョン・シナ(c) vs アルベルト・デル・リオ●
- ○CMパンク&ダニエル・ブライアン vs ワイアット・ファミリー(エリック・ローワン&ルーク・ハーパー)(w / ブレイ・ワイアット)●
- WWE王座戦 -WWE Championship-

○ランディ・オートン(c) vs ビッグ・ショー●

### 第28回大会（2014年）WWE Survivor Series 2014
- 開催日 : 11月23日
- 開催場所 : ミズーリ州セントルイスのスコットトレード・センター
- 観客動員数 : 12,000人
- 公式大会曲 : ニッケルバック - "Edge of a Revolution"
- プレ・ショー -Pre show-

○ファンダンゴ(w / ローザ・メンデス) vs ジャスティン・ガブリエル●
- プレ・ショー -Pre show-

○ジャック・スワガー(w / ゼブ・コルター) vs セザーロ●
- フェイタル4ウェイ形式WWEタッグ王座戦 -Fatal Four-Way Match for the WWE Tag Team Championship-

●ゴールダスト&スターダスト(c) vs ウーソズ（ジミー・ウーソ＆ジェイ・ウーソ） vs ロス・マタドールズ（ディエゴ＆フェルナンド）（w/エル・トリート） vs ザ・ミズ&ダミアン・ミズドウ○
- サバイバー・シリーズ・エリミネーション・マッチ -4-on-4 Survivor Series elimination match-

○チーム・フォックス (アリシア・フォックス&エマ&ナオミ&ナタリヤ(w/タイソン・キッド)) vs チーム・ペイジ (ペイジ&キャメロン&スレイヤーズ（レイラ&サマー・レイ)）●
| 退場順 | スーパースター                               | チーム             | 退場させたスーパースター |
| ------ | -------------------------------------------- | ------------------ | ------------------------ |
| 1      | キャメロン                                   | チーム・ペイジ     | ナオミ                   |
| 2      | レイラ                                       | チーム・ペイジ     | アリシア・フォックス     |
| 3      | サマー・レイ                                 | チーム・ペイジ     | エマ                     |
| 4      | ペイジ                                       | チーム・ペイジ     | ナオミ                   |
| 生存者 | アリシア・フォックス、エマ、ナオミ、ナタリヤ | チーム・フォックス |                          |

- ○ブレイ・ワイアット vs ディーン・アンブローズ●

アンブローズの反則負け
- ○アダム・ローズ&ザ・バニー vs スレイター・ゲイター(ヒース・スレイター&タイタス・オニール)●
- ディーヴァズ王座戦 -WWE Divas championship-

●AJ・リー(c) vs ニッキー・ベラ(w / ブリ―・ベラ)○
- サバイバー・シリーズ・エリミネーション・マッチ -5-on-5 Survivor Series elimination match-

○チーム・シナ(ジョン・シナ&ドルフ・ジグラー&ビッグ・ショー&エリック・ローワン&ライバック) vs チーム・オーソリティー(セス・ロリンズ&ケイン&マーク・ヘンリー&ルセフ&ルーク・ハーパー)(w / トリプルH&ステファニー・マクマホン&ジェイミー・ノーブル&ジョーイ・マーキュリー&ラナ)●
| 退場順 | スーパースター     | チーム                 | 退場させたスーパースター       |
| ------ | ------------------ | ---------------------- | ------------------------------ |
| 1      | マーク・ヘンリー   | チーム・オーソリティー | ビッグ・ショー                 |
| 2      | ライバック         | チーム・シナ           | ルセフ                         |
| 3      | ルセフ             | チーム・オーソリティー | カウントアウト                 |
| 4      | エリック・ローワン | チーム・シナ           | ルーク・ハーパー               |
| 5      | ジョン・シナ       | チーム・シナ           | ビッグ・ショー                 |
| 6      | ビッグ・ショー     | チーム・シナ           | チーム・シナを裏切り、自ら退場 |
| 7      | ケイン             | チーム・オーソリティー | ドルフ・ジグラー               |
| 8      | ルーク・ハーパー   | チーム・オーソリティー | ドルフ・ジグラー               |
| 9      | セス・ロリンズ     | チーム・オーソリティー | ドルフ・ジグラー               |
| 生存者 | ドルフ・ジグラー   | チーム・シナ           |                                |

チーム・シナは負ければシナ以外全員クビ、オーソリティーは権力を失う。試合終盤にオーソリティーのメンバーが試合に介入、最後の一人となったセスを助けてトリプルHがジグラーにペディグリーを決めてしまう。突如としてスティングが登場、困惑するトリプルHにスコーピオン・デスドロップを決めてジグラーの勝利を決めた。

### 第29回大会（2015年）WWE Survivor Series 2015
- 開催日：11月22日
- 開催場所：ジョージア州アトランタのフィリップス・アリーナ
- 観客動員数：14,481人
- 公式大会曲：イマジン・ドラゴンズ - "Warriors"
- キックオフショー/サバイバー・シリーズ・エリミネーション・マッチ -Pre-show/5-on-5 Survivor Series elimination match-

○ダッドリー・ボーイズ(ババレイ・ダッドリー & ディーボン・ダッドリー) & ゴールダスト & ネヴィル & タイタス・オニール vs ザ・コズミック・ウェイストランド(スターダスト & コナー & ビクター) & ザ・ミズ & ボー・ダラス●
| 退場順 | スーパースター                               | チーム                   | 退場させたスーパースター |
| ------ | -------------------------------------------- | ------------------------ | ------------------------ |
| 1      | ビクター                                     | チーム・ウェイストランド | ゴールダスト             |
| 2      | コナー                                       | チーム・ウェイストランド | ババレイ・ダッドリー     |
| 3      | ネヴィル                                     | チーム・ダッドリー       | ザ・ミズ                 |
| 4      | ザ・ミズ                                     | チーム・ウェイストランド | ゴールダスト             |
| 5      | ボー・ダラス                                 | チーム・ウェイストランド | タイタス・オニール       |
| 6      | スターダスト                                 | チーム・ウェイストランド | ディーボン・ダッドリー   |
| 生存者 | ババレイ、ディーボン、ゴールダスト、オニール | チーム・ダッドリー       |                          |

- WWE世界ヘビー級王者決定戦準決勝 -WWE World Heavyweight Championship Tournament semifinal match-

○ロマン・レインズ vs アルベルト・デル・リオ(w/ゼブ・コルター)●
- WWE世界ヘビー級王者決定戦準決勝 -WWE World Heavyweight Championship Tournament semifinal match-

○ディーン・アンブローズ vs ケビン・オーエンズ●
- サバイバー・シリーズ・エリミネーション・マッチ -5-on-5 Survivor Series elimination match-

○チーム・ライバック (ライバック & ウーソズ(ジミー・ウーソ & ジェイ・ウーソ) & ルチャ・ドラゴンズ(カリスト & シン・カラ)) vs チーム・ニューデイ (ニュー・デイ(ビッグ・E & コフィ・キングストン & エグザビアー・ウッズ) & シェイマス & キング・バレット)●
| 退場順 | スーパースター                       | チーム             | 退場させたスーパースター |
| ------ | ------------------------------------ | ------------------ | ------------------------ |
| 1      | キング・バレット                     | チーム・ニューデイ | シン・カラ               |
| 2      | ジミー・ウーソ                       | チーム・ライバック | エグザビアー・ウッズ     |
| 3      | シン・カラ                           | チーム・ライバック | シェイマス               |
| 4      | ビッグ・E                            | チーム・ニューデイ | ジェイ・ウーソ           |
| 5      | コフィ & エグザビアー・ウッズ        | チーム・ニューデイ | 自ら退場                 |
| 6      | シェイマス                           | チーム・ニューデイ | ライバック               |
| 生存者 | ライバック、カリスト、ジェイ・ウーソ | チーム・ライバック |                          |

- ディーヴァズ王座戦 -WWE Divas Championship-

○シャーロット(c) vs ペイジ●
- ○タイラー・ブリーズ vs ドルフ・ジグラー●
- ○ブラザーズ・オブ・デストラクション(ジ・アンダーテイカー & ケイン) vs ワイアット・ファミリー(ブレイ・ワイアット & ルーク・ハーパー(w/エリック・ローワン & ブラウン・ストローマン))●
- WWE世界ヘビー級王者決定戦決勝 -Tournament final for the vacant WWE World Heavyweight Championship-

○ロマン・レインズ vs ディーン・アンブローズ●
試合後、シェイマスがマネー・イン・ザ・バンクの権利を行使し、急遽王座戦が組まれる
- WWE世界ヘビー級王座戦 -WWE World Heavyweight Championship-

●ロマン・レインズ(c) vs シェイマス○

### 第30回大会（2016年）WWE Survivor Series 2016
- 開催日：11月20日
- 開催場所：オンタリオ州トロントのエア・カナダ・センター
- 観客動員数：17,143人
- 公式大会曲：ザ・ウィークエンド - "False Alarm"
- キックオフ・ショー/6人タッグマッチ -Kickoff Show/Six-man tag team match-

○TJパーキンス&リッチ・スワン&ノーム・ダー vs トニー・ニース&ドリュー・グラック&アリーヤ・デバリ●
- キックオフショー -Pre-show-

○ケイン vs ルーク・ハーパー●
- サバイバー・シリーズ・エリミネーション・マッチ -5-on-5 Survivor Series elimination match-

○チーム・ロウ (シャーロット・フレアー&ベイリー&サーシャ・バンクス&アリシア・フォックス&ナイア・ジャックス)(w/デイナ・ブルック) vs チーム・スマックダウン (ナタリヤ&ベッキー・リンチ&アレクサ・ブリス&ナオミ&カーメラ)●
| 退場順 | スーパースター                   | チーム          | 退場させたスーパースター |
| ------ | -------------------------------- | --------------- | ------------------------ |
| 1      | カーメラ                         | チームSmackDown | アリシア・フォックス     |
| 2      | アリシア・フォックス             | チームRAW       | アレクサ・ブリス         |
| 3      | ナオミ                           | チームSmackDown | カウントアウト           |
| 4      | サーシャ・バンクス               | チームRAW       | ナタリヤ                 |
| 5      | ナタリヤ                         | チームSmackDown | シャーロット・フレアー   |
| 6      | ナイア・ジャックス               | チームRAW       | ベッキー・リンチ         |
| 7      | アレクサ・ブリス                 | チームSmackDown | シャーロット・フレアー   |
| 8      | ベッキー・リンチ                 | チームSmackDown | ベイリー                 |
| 生存者 | シャーロット・フレアー、ベイリー | チームRAW       |                          |

- インターコンチネンタル王座戦 -WWE Intercontinental championship-

○ザ・ミズ(w/マリース)(c) vs サミ・ゼイン●
ゼインが勝った場合はIC王座がロウの管轄になる
- サバイバー・シリーズ・エリミネーション・マッチ -10-on-10 Survivor Series tag team elimination match-

○チーム・ロウ (ニュー・デイ(ビッグ・E&コフィ・キングストン)&(セザーロ&シェイマス)&(ビッグ・キャス&エンツォ・アモーレ)&シャイニング・スターズ(プリモ&エピコ)&(ルーク・ギャローズ&カール・アンダーソン)) vs チーム・スマックダウン ((ヒース・スレーター&ライノ)&アメリカン・アルファ(ジェイソン・ジョーダン&チャド・ゲイブル)&ウーソズ(ジミー・ウーソ&ジェイ・ウーソ)&ハイプ・ブロス(ザック・ライダー&モジョ・ローリー)&ブリーザンゴ(ファンダンゴ&タイラー・ブリーズ))●
| 退場順 | スーパースター          | チーム          | 退場させたスーパースター |
| ------ | ----------------------- | --------------- | ------------------------ |
| 1      | ブリーザンゴ            | チームSmackDown | ニュー・デイ             |
| 2      | ニュー・デイ            | チームRAW       | ウーソズ                 |
| 3      | ハイプ・ブロス          | チームSmackDown | ギャローズ&アンダーソン  |
| 4      | シャイニング・スターズ  | チームRAW       | アメリカン・アルファ     |
| 5      | アメリカン・アルファ    | チームSmackDown | ギャローズ&アンダーソン  |
| 6      | ギャローズ&アンダーソン | チームRAW       | スレーター&ライノ        |
| 7      | スレーター&ライノ       | チームSmackDown | ビッグ・キャス&エンツォ  |
| 8      | ビッグ・キャス&エンツォ | チームRAW       | ウーソズ                 |
| 9      | ウーソズ                | チームSmackDown | セザーロ&シェイマス      |
| 生存者 | セザーロ&シェイマス     | チームRAW       |                          |

- WWEクルーザー級王座戦 -WWE Cruiserweight Championship-

○ブライアン・ケンドリック(c) vs カリスト●
カリストが勝った場合はクルーザー級王座がスマックダウンの管轄になる
- サバイバー・シリーズ・エリミネーション・マッチ -5-on-5 Survivor Series elimination match-

○チーム・スマックダウン (AJスタイルズ&ディーン・アンブローズ&シェイン・マクマホン&ブレイ・ワイアット&ランディ・オートン)（w / ジェームス・エルスワース）vs チーム・ロウ (ケビン・オーエンズ&クリス・ジェリコ&ロマン・レインズ&セス・ロリンズ&ブラウン・ストローマン)●
| 退場順 | スーパースター                         | チーム          | 退場させたスーパースター |
| ------ | -------------------------------------- | --------------- | ------------------------ |
| 1      | ディーン・アンブローズ                 | チームSmackDown | ブラウン・ストローマン   |
| 2      | ブラウン・ストローマン                 | チームRAW       | カウントアウト           |
| 3      | ケビン・オーエンズ                     | チームRAW       | 反則負け                 |
| 4      | クリス・ジェリコ                       | チームRAW       | ランディ・オートン       |
| 5      | シェイン・マクマホン                   | チームSmackDown | ノックアウト             |
| 6      | AJスタイルズ                           | チームSmackDown | セス・ロリンズ           |
| 7      | セス・ロリンズ                         | チームRAW       | ブレイ・ワイアット       |
| 8      | ロマン・レインズ                       | チームRAW       | ブレイ・ワイアット       |
| 生存者 | ブレイ・ワイアット、ランディ・オートン | チームSmackDown |                          |

- ○ゴールドバーグ vs ブロック・レスナー(w / ポール・ヘイマン)●

### 第31回大会（2017年）WWE Survivor Series 2017
- 開催日：11月19日
- 開催場所：テキサス州ヒューストンのトヨタ・センター
- 観客動員数：14,478人
- 公式大会曲：キッド・ロック - "Greatest Show on Earth"
- キックオフ・ショー -Kickoff Show- (RAW)

○イライアス vs マット・ハーディー●
- キックオフ・ショー -Kickoff Show-/WWEクルーザー級王座戦 -WWE Cruiserweight Championship- (205 live)

○エンツォ・アモーレ(c) vs カリスト●
- キックオフ・ショー -Kickoff Show- (Smackdown LIVE)

○ケビン・オーエンズ&サミ・ゼイン vs ブリーザンゴ（タイラー・ブリーズ&ファンダンゴ）●
- ○ザ・シールド(ロマン・レインズ&ディーン・アンブローズ&セス・ロリンズ)(RAW) vs ニュー・デイ (エグゼビア・ウッズ&ビッグ・E&コフィ・キングストン)(Smackdown LIVE)●
- 女子5対5エリミネーション戦 -Women's 5-on-5 Traditional Survivor Series Elimination Match-

チームRAW（アリシア・フォックス、アレクサ・ブリス、サシャ・バンクス、ナイア・ジャックス、アスカ） vs チームSmackDown（ベッキー・リンチ、カーメラ、ナタリヤ、ナオミ、タミーナ（w / ラナ））
| 退場順 | スーパースター       | チーム          | 退場させたスーパースター |
| ------ | -------------------- | --------------- | ------------------------ |
| 1      | ベッキー             | チームSmackDown | ベイリー                 |
| 2      | ベイリー             | チームRAW       | タミーナ                 |
| 3      | ナイア・ジャックス   | チームRAW       | カウントアウト           |
| 4      | アリシア・フォックス | チームRAW       | ナオミ                   |
| 5      | ナオミ               | チームSmackDown | サシャ・バンクス         |
| 6      | カーメラ             | チームSmackDown | アスカ                   |
| 7      | サシャ・バンクス     | チームRAW       | ナタリヤ                 |
| 8      | タミーナ             | チームSmackDown | アスカ                   |
| 9      | ナタリヤ             | チームSmackDown | アスカ                   |
| 生存者 | アスカ               | チームRAW       |                          |

- IC王者(RAW) vs US王者(Smackdown LIVE) ノンタイトル戦 -Intercontinental Champion vs United States Champion Non-title Match-

●ザ・ミズ(w / ミズトラージ(ボー・ダラス&カーティス・アクセル)) vs バロン・コービン○
- RAWタッグチーム王者 vs スマックダウンタッグ王者 ノンタイトル戦 -Raw Tag Team Champions vs SmackDown Tag Team Champions Non-title Match-

●シェイマス&セザーロ vs ウーソズ(ジミー・ウーソ&ジェイ・ウーソ)○
- RAW女子王者 vs スマックダウン女子王者 ノンタイトル戦 -Raw Women's Champion vs SmackDown Women's Champion Non-title Match-

●アレクサ・ブリス vs シャーロット・フレアー○
- ユニバーサル王者(RAW) vs WWE王者(Smackdown LIVE) ノンタイトル戦 -Universal Champion vs WWE Champion Non-title Match-

○ブロック・レスナー(w / ポール・ヘイマン) vs AJスタイルズ●
- 5対5エリミネーション戦 -Men's 5-on-5 Traditional Survivor Series Elimination Match-

チームRAW（カート・アングル、フィン・ベイラー、サモア・ジョー、ブラウン・ストローマン、トリプルH） vs チームSmackDown（シェイン・マクマホン、ランディ・オートン、ボビー・ルード、中邑真輔、ジョン・シナ）
| 退場順 | スーパースター                    | チーム          | 退場させたスーパースター |
| ------ | --------------------------------- | --------------- | ------------------------ |
| 1      | 中邑真輔                          | チームSmackDown | ブラウン・ストローマン   |
| 2      | ボビー・ルード                    | チームSmackDown | ブラウン・ストローマン   |
| 3      | サモア・ジョー                    | チームRAW       | ジョン・シナ             |
| 4      | ジョン・シナ                      | チームSmackDown | カート・アングル         |
| 5      | フィン・ベイラー                  | チームRAW       | ランディ・オートン       |
| 6      | ランディ・オートン                | チームSmackDown | ブラウン・ストローマン   |
| 7      | カート・アングル                  | チームRAW       | シェイン・マクマホン     |
| 8      | シェイン・マクマホン              | チームSmackDown | トリプルH                |
| 生存者 | トリプルH、ブラウン・ストローマン | チームRAW       |                          |

### 第32回大会（2018年）WWE Survivor Series 2018
| No.                                                                             | 結果 | 試合形式                                                       | 時間  |
| ------------------------------------------------------------------------------- | --- | -------------------------------------------------------------- | ----- |
| 1P                                                                              | ○チーム・スマックダウン (ウーソズ (ジェイ・ウーソ & ジミー・ウーソ), ニュー・デイ (ビッグE & エクザビア・ウッズ), サニティー (エリック・ヤング & キリアン・デイン), ルーク・ギャローズ & カール・アンダーソン, & コロンズ (エピコ・コロン & プリモ・コロン)) (with コフィ・キングストン & アレクサンダー・ウルフ) vs. チーム・ロウ (ボビー・ルード & チャド・ゲイブル, リバイバル (ダッシュ・ワイルダー & スコット・ドーソン), Bチーム (ボー・ダラス & カーティス・アクセル), ルチャ・ハウス・パーティー (リンス・ドラド, カリスト / グラン・メタリック) & アセンション (コナー & ヴィクター))●1 | 10-on-10サバイバー・シリーズタッグチームエリミネーションマッチ | 22:20 |
| 2                                                                               | ○チーム・ロウ (ミッキー・ジェームス, ナイア・ジャックス, タミーナ, ベイリー & サーシャ・バンクス) (with アレクサ・ブリス) vs. チーム・スマックダウン (ナオミ, カーメラ, ソーニャ・デヴィル, アスカ & マンディー・ローズ)●2 | 女子5オン5サバイバー・シリーズエリミネーションマッチ           | 18:50 |
| 3                                                                               | ○セス・ロリンズ (IC王者) vs. 中邑真輔 (US王者)● | シングルマッチ                                                 | 21:50 |
| 4                                                                               | ○AOP (アカム & レーザー) (ロウタッグチーム王者) (with ドレイク・マーヴェリック) vs. ザ・バー (セザーロ & シェイマス) (スマックダウンタッグチーム王者) (with ビッグ・ショー)● | チャンピオンVSチャンピオンマッチ                               | 9:00  |
| 5                                                                               | ○バディー・マーフィー (c) vs. ムスタファ・アリ● | WWEクルーザー級王座戦                                          | 12:20 |
| 6                                                                               | ○チーム・ロウ (ドルフ・ジグラー, ドリュー・マッキンタイア, ブラウン・ストローマン, フィン・ベイラー & ボビー・ラシュリー) (with バロン・コービン & リオ・ラッシュ) vs. チーム・スマックダウン (ザ・ミズ, シェイン・マクマホン, レイ・ミステリオ, サモア・ジョー & ジェフ・ハーディー)●3 | 5オン5サバイバー・シリーズエリミネーションマッチ               | 24:00 |
| 7                                                                               | ○ロンダ・ラウジー vs. シャーロット・フレアー● - 反則裁定によりロンダ・ラウジーが勝利 | シングルマッチ                                                 | 14:40 |
| 8                                                                               | ○ブロック・レスナー (ユニバーサル王者) (with ポール・ヘイマン) vs. ダニエル・ブライアン (WWE王者)● | シングルマッチ                                                 | 18:50 |
| - (c) – 試合開始時点でのチャンピオンを指す - P – プレショーで行われた試合を指す | |                                                                |       |

#### サバイバー・シリーズエリミネーションマッチ
^1
| 脱落順  | 脱落されたレスラー                                | Team                                              | 決めたレスラー                                    | 決め技                                            | Time                                              |
| ------- | ------------------------------------------------- | ------------------------------------------------- | ------------------------------------------------- | ------------------------------------------------- | ------------------------------------------------- |
| 1       | The Colóns                                        | SmackDown                                         | Dash Wilder                                       | Shatter Machine                                   |                                                   |
| 2       | The B-Team                                        | Raw                                               | Karl Anderson                                     | Schoolboy                                         | 5:15                                              |
| 3       | Sanity                                            | SmackDown                                         | Bobby Roode                                       | Neckbreaker/Moonsault combination                 | 6:45                                              |
| 4       | The Ascension                                     | Raw                                               | Big E                                             | Assisted Splash                                   | 9:00                                              |
| 5       | Luke Gallows and Karl Anderson                    | SmackDown                                         | Gran Metalik                                      | Springboard Swanton                               | 11:05                                             |
| 6       | Lucha House Party                                 | Raw                                               | Jey Uso                                           | Alley Uce                                         |                                                   |
| 7       | Bobby Roode and Chad Gable                        | Raw                                               | Big E                                             | UpUpDownDown                                      |                                                   |
| 8       | The New Day                                       | SmackDown                                         | Dash Wilder                                       | Shatter Machine                                   |                                                   |
| 9       | The Revival                                       | Raw                                               | Jimmy Uso                                         | Uso Splash                                        | 22:20                                             |
| 生存者: | Team SmackDown (ウーソズ (Jimmy Uso and Jey Uso)) | Team SmackDown (ウーソズ (Jimmy Uso and Jey Uso)) | Team SmackDown (ウーソズ (Jimmy Uso and Jey Uso)) | Team SmackDown (ウーソズ (Jimmy Uso and Jey Uso)) | Team SmackDown (ウーソズ (Jimmy Uso and Jey Uso)) |

^2
| 脱落順  | 脱落されたレスラー            | Team                          | 決めたレスラー                | 決め技                        | Time                          |
| ------- | ----------------------------- | ----------------------------- | ----------------------------- | ----------------------------- | ----------------------------- |
| 1       | Naomi                         | SmackDown                     | Tamina                        | Superkick                     | 1:20                          |
| 2       | Tamina                        | Raw                           | Carmella                      | Schoolgirl                    | 1:31                          |
| 3       | Mickie James                  | Raw                           | Mandy Rose                    | Sliding knee by Sonya Deville | 6:50                          |
| 4       | Carmella                      | SmackDown                     | Bayley                        | Bayley to Belly               | 8:20                          |
| 5       | Mandy Rose                    | SmackDown                     | Sasha Banks                   | Bank Statement                | 9:55                          |
| 6       | Bayley                        | Raw                           | N/A                           | ダブルカウントアウト          | 14:45                         |
| 6       | Sonya Deville                 | SmackDown                     | N/A                           | ダブルカウントアウト          | 14:45                         |
| 8       | Sasha Banks                   | Raw                           | Asuka                         | Asuka Lock                    | 18:45                         |
| 9       | Asuka                         | SmackDown                     | Nia Jax                       | Samoan Drop                   | 18:50                         |
| 生存者: | Team Raw (ナイア・ジャックス) | Team Raw (ナイア・ジャックス) | Team Raw (ナイア・ジャックス) | Team Raw (ナイア・ジャックス) | Team Raw (ナイア・ジャックス) |

^3
| 脱落順  | 脱落されたレスラー                                          | Team                                                        | 決めたレスラー                                              | 決め技                                                      | Time                                                        |
| ------- | ----------------------------------------------------------- | ----------------------------------------------------------- | ----------------------------------------------------------- | ----------------------------------------------------------- | ----------------------------------------------------------- |
| 1       | Samoa Joe                                                   | SmackDown                                                   | Drew McIntyre                                               | Claymore Kick                                               | 0:35                                                        |
| 2       | Finn Bálor                                                  | Raw                                                         | Rey Mysterio                                                | 619 followed by a springboard Frog Splash                   | 12:10                                                       |
| 3       | Dolph Ziggler                                               | Raw                                                         | Shane McMahon                                               | Coast to Coast                                              | 18:10                                                       |
| 4       | Jeff Hardy                                                  | SmackDown                                                   | Braun Strowman                                              | Powerslam                                                   | 20:45                                                       |
| 5       | Rey Mysterio                                                | SmackDown                                                   | Braun Strowman                                              | Powerslam                                                   | 21:10                                                       |
| 6       | The Miz                                                     | SmackDown                                                   | Braun Strowman                                              | Powerslam                                                   | 22:25                                                       |
| 7       | Shane McMahon                                               | SmackDown                                                   | Braun Strowman                                              | Running powerslam                                           | 24:00                                                       |
| 生存者: | Team Raw (Braun Strowman, Drew McIntyre, and Bobby Lashley) | Team Raw (Braun Strowman, Drew McIntyre, and Bobby Lashley) | Team Raw (Braun Strowman, Drew McIntyre, and Bobby Lashley) | Team Raw (Braun Strowman, Drew McIntyre, and Bobby Lashley) | Team Raw (Braun Strowman, Drew McIntyre, and Bobby Lashley) |

### 第33回大会 (2019年) WWE Survivor Series 2019
| No.                                                                             | 結果 | 試合形式                                              | 時間  |
| ------------------------------------------------------------------------------- | --- | ----------------------------------------------------- | ----- |
| 1P                                                                              | ○ドルフ・ジグラー & ロバート・ルードがザ・ストリート・プロフィッツ (アンジェロ・ドーキンス & モンテズ・フォード)を最後に脱落させ勝利 | 10チームバトルロイヤル                                | 8:20  |
| 2P                                                                              | ○リオ・ラッシュ vs. 戸澤陽● vs. カリスト | トリプルスレッド形式NXTクルーザー級王座戦             | 8:20  |
| 3P                                                                              | ○ザ・ヴァイキング・レイダーズ (エリク & アイヴァー) (ロウタッグチーム王者) vs. ザ・ニュー・デイ (ビッグ・E & コフィ・キングストン) (スマックダウンタッグチーム王者) vs. ジ・アンディスピューテッド・エラ (ボビー・フィッシュ & カイル・オライリー)● (NXTタッグチーム王者)                                                                        | トリプルスレッド形式タッグチーム戦                    | 14:35 |
| 4                                                                               | ○チームNXT (リア・リプリー, ビアンカ・ブレア, キャンディス・レラエ, 紫雷イオ & トニー・ストーム) vs. チーム・ロウ (シャーロット・フレアー, ナタリヤ, アスカ, カイリ・セイン & サラ・ローガン)● vs. チーム・スマックダウン (サーシャ・バンクス, カーメラ, デイナ・ブルック, レイシー・エヴァンス & ニッキー・クロス)                              | 5オン5オン5サバイバー・シリーズエリミネーションマッチ | 28:00 |
| 5                                                                               | ○ロデリック・ストロング (NXT北米王者) vs. AJスタイルズ (US王者) vs. 中邑真輔 (IC王者)● | トリプルスレッド戦                                    | 16:45 |
| 6                                                                               | ○アダム・コール (c) vs. ピート・ダン● | NXT王座戦                                             | 14:10 |
| 7                                                                               | ○"ザ・フィーンド"・ブレイ・ワイアット (c) vs. ダニエル・ブライアン● | WWEユニバーサル王座戦                                 | 10:10 |
| 8                                                                               | ○チーム・スマックダウン (ローマン・レインズ, ムスタファ・アリ, ブラウン・ストローマン, キング・コービン & ショーティー・G) vs. チーム・ロウ (セス・ロリンズ, ドリュー・マッキンタイア, ケヴィン・オーウェンズ, ランディ・オートン & リコシェ) vs. チームNXT (トマソ・チャンパ, ダミアン・プリースト, マット・リドル, キース・リー & ウォルター)● | 5オン5オン5サバイバー・シリーズエリミネーションマッチ | 29:25 |
| 9                                                                               | ○ブロック・レスナー (c) (with ポール・ヘイマン) vs. レイ・ミステリオ● | ノー・ホールズ・バード形式WWE王座戦                   | 7:00  |
| 10                                                                              | ○シェイナ・ベイズラー (NXT女子王者) vs. ベッキー・リンチ (ロウ女子王者) vs. ベイリー● (スマックダウン女子王者) | トリプルスレッド戦                                    | 18:10 |
| - (c) – 試合開始時点でのチャンピオンを指す - P – プレショーで行われた試合を指す | |                                                       |       |

### 第34回大会 (2020年) WWE Survivor Series 2020
| No.                                                                             | 結果 | 試合形式                                           | 時間  |
| ------------------------------------------------------------------------------- | --- | -------------------------------------------------- | ----- |
| 1P                                                                              | ザ・ミズがドミニク・ミステリオを最後に脱落させ勝利 | 18人バトルロイヤル                                 | 12:25 |
| 2                                                                               | ○チーム・ロウ (AJスタイルズ, キース・リー, リドル, シェイマス & ブラウン・ストローマン) vs. チーム・スマックダウン● (キング・コービン, オーティス, ケヴィン・オーウェンズ, セス・ロリンズ, ジェイ・ウーソ)      | 男子5オン5サバイバー・シリーズ・エリミネーション戦 | 19:25 |
| 3                                                                               | ○ザ・ストリート・プロフィッツ (アンジェロ・ドーキンス & モンテズ・フォード) (スマックダウンタッグ王者) vs. ザ・ニュー・デイ● (コフィ・キングストン & エグゼビア・ウッズ) (ロウタッグ王者) (with ビッグ・E)      | タッグチーム戦                                     | 13:40 |
| 4                                                                               | ○ボビー・ラシュリー (US王者) (with MVP, セドリック・アレクサンダー & シェルトン・ベンジャミン) vs. サミ・ゼイン● (IC王者)                                                                                       | シングル戦                                         | 7:50  |
| 5                                                                               | ○サーシャ・バンクス (スマックダウン女子王者) vs. アスカ● (ロウ女子王者) | シングル戦                                         | 13:05 |
| 6                                                                               | ○チーム・ロウ (シェイナ・ベイズラー, レイシー・エヴァンス, ナイア・ジャックス, ラナ & ペイトン・ロイス) vs. チーム・スマックダウン● (ベイリー, ビアンカ・ブレア, リヴ・モーガン, ナタリア & ルビー・ライオット) | 女子5オン5サバイバー・シリーズ・エリミネーション戦 | 23:20 |
| 7                                                                               | ○ローマン・レインズ (ユニバーサル王者) (with ポール・ヘイマン) vs. ドリュー・マッキンタイア● (WWE王者) | シングル戦                                         | 24:50 |
| - (c) – 試合開始時点でのチャンピオンを指す - P – プレショーで行われた試合を指す | |                                                    |       |

### 第35回大会 (2021年) WWE Survivor Series 2021
| No.                                                                             | 結果 | 試合形式                                             | 時間  |
| ------------------------------------------------------------------------------- | --- | ---------------------------------------------------- | ----- |
| 1P                                                                              | ○中邑真輔 (IC王者) (with リック・ブーグズ) vs. ダミアン・プリースト● (US王者) 反則裁定により中邑真輔が勝利 | シングル戦                                           | 9:25  |
| 2                                                                               | ○ベッキー・リンチ (ロウ女子王者) vs. シャーロット・フレアー● (スマックダウン女子王者) | シングル戦                                           | 18:15 |
| 3                                                                               | ○チーム・ロウ (フィン・ベイラー, ボビー・ラシュリー, ケヴィン・オーウェンズ, セス・ロリンズ & オースティン・セオリー) (with MVP) vs. チーム・スマックダウン● (ハッピー・コービン, ジェフ・ハーディー, ドリュー・マッキンタイア, シェイマス & キング・ウッズ) (with マッドキャップ・モス) | 男子5オン5サバイバー・シリーズ・エリミネーション戦   | 29:56 |
| 4                                                                               | オモスがリコシェを最後に脱落させ勝利 | ザ・ロックデビュー25周年記念25人男子バトルロイヤル戦 | 10:45 |
| 5                                                                               | ○RK・ブロ (ランディ・オートン & リドル) (ロウタッグ王者) vs. ジ・ウーソズ● (ジェイ・ウーソ & ジミー・ウーソ) (スマックダウンタッグ王者) | タッグチーム戦                                       | 14:50 |
| 6                                                                               | ○チーム・ロウ (ビアンカ・ベレア, カーメラ, リヴ・モーガン, リア・リプリー & クイーン・ヴェガ) vs. チーム・スマックダウン● (サーシャ・バンクス, シェイナ・ベイズラー, ナタリア, ショッツィ & トニー・ストーム)                                                                            | 女子5オン5サバイバー・シリーズ・エリミネーション戦   | 23:45 |
| 7                                                                               | ○ローマン・レインズ (ユニバーサル王者) (with ポール・ヘイマン) vs. ビッグ・E● (WWE王者) | シングル戦                                           | 21:55 |
| - (c) – 試合開始時点でのチャンピオンを指す - P – プレショーで行われた試合を指す | |                                                      |       |

### 第36回大会 (2022年) WWE Survivor Series WarGames
| No.                                        | 結果 | 試合形式                         | 時間  |
| ------------------------------------------ | --- | -------------------------------- | ----- |
| 1                                          | ○チーム・ベレア (ビアンカ・ベレア, アスカ, アレクサ・ブリス, ベッキー・リンチ & ミア・イム vs. チーム・ダメージ・コントロール● (ベイリー, ニッキー・クロス, ダコタ・カイ, リア・リプリー & イヨ・スカイ)                              | 女子ウォーゲームズ戦             | 39:40 |
| 2                                          | ○AJ・スタイルズ (with ジ・O.C. (カール・アンダーソン & ルーク・ギャローズ)) vs. フィン・ベイラー● (ザ・ジャッジメント・デイ (ドミニク・ミステリオ & ダミアン・プリースト))                                                            | シングル戦                       | 18:25 |
| 3                                          | ○ロンダ・ラウジー (c) (with シェイナ・ベイズラー) vs. ショッツィー● | WWEスマックダウン女子王座戦      | 7:15  |
| 4                                          | セス・"フリーキン"・ロリンズ (c) vs. ボビー・ラシュリー● vs. オースティン・セオリー○ | トリプルスレッド形式WWE US王座戦 | 14:50 |
| 5                                          | ○ザ・ブラッドライン (ローマン・レインズ, ソロ・シコア, ジェイ・ウーソ, ジミー・ウーソ & サミ・ゼイン) vs. チーム・ブローリング・ブルータス● (ブッチ, リッジ・ホランド, ドリュー・マッキンタイア, ケヴィン・オーウェンズ & シェイマス) | 男子ウォーゲームズ戦             | 38:30 |
| - (c) – 試合開始時点でのチャンピオンを指す | |                                  |       |

### 第37回大会 (2023年) WWE Survivor Series WarGames 2023
| No.                                        | 結果 | 試合形式                        | 時間  |
| ------------------------------------------ | --- | ------------------------------- | ----- |
| 1                                          | ○ビアンカ・べレア, シャーロット・フレアー, ベッキー・リンチ & ショッツィー vs. ダメージCTRL● (ベイリー, アスカ, カイリ・セイン & イヨ・スカイ) (with ダコタ・カイ)                                                                            | 女子ウォーゲームズ戦            | 33:25 |
| 2                                          | ○グンター (c) vs. ザ・ミズ● | WWEインターコンチネンタル王座戦 | 12:20 |
| 3                                          | ○サントス・エスコバー vs. ドラゴン・リー● | シングル戦                      | 7:40  |
| 4                                          | ○リア・リプリー (c) vs. ゾーイ・スターク● | WWE女子世界王座戦               | 9:15  |
| 5                                          | ○セス・"フリーキン"・ロリンズ, コーディ・ローデス, ジェイ・ウーソ, サミ・ゼイン & ランディ・オートン vs. ザ・ジャッジメント・デイ● (フィン・ベイラー, ドミニク・ミステリオ, ダミアン・プリースト & JD・マクドナー) & ドリュー・マッキンタイア | 男子ウォーゲームズ戦            | 34:50 |
| - (c) – 試合開始時点でのチャンピオンを指す | |                                 |       |

### 第38回大会 (2024年) WWE Survivor Series WarGames 2024
| No.                                        | 結果 | 試合形式                        | 時間  |
| ------------------------------------------ | --- | ------------------------------- | ----- |
| 1                                          | ○リア・リプリー, ベイリー, ビアンカ・べレア, ナオミ & イヨ・スカイ vs. ザ・ジャッジメント・デイ● (リヴ・モーガン & ラケル・ロドリゲス), キャンディス・レラエ, ナイア・ジャックス & ティファニー・ストラトン | 女子ウォーゲームズ戦            | 38:15 |
| 2                                          | ●LA・ナイト (c) vs. 中邑真輔○ | WWE US王座戦                    | 9:45  |
| 3                                          | ○ブロン・ブレイカー (c) vs. ルドウィグ・カイザー vs. シェイマス● | WWEインターコンチネンタル王座戦 | 14:25 |
| 4                                          | ○グンター (c) vs. ダミアン・プリースト● | 世界ヘビー級王座戦              | 19:20 |
| 5                                          | ○ローマン・レインズ, ジ・ウーソズ (ジェイ・ウーソ & ジェイ・ウーソ) サミ・ゼイン & CMパンク vs. ザ・ブラッドライン● (ソロ・シコア, ジェイコブ・ファトゥ, タマ・トンガ & タンガ・ロア) & ブロンソン・リード  | 男子ウォーゲームズ戦            | 41:55 |
| - (c) – 試合開始時点でのチャンピオンを指す | |                                 |       |